# Bieuzy
Bieuzy-les-Eaux redirige ici.
Bieuzy [bjøzi] (aussi appelée Bieuzy-les-Eaux pour la distinguer de Bieuzy-Lanvaux ancienne trève de Pluvigner) est une ancienne commune française située dans le département du Morbihan, en région Bretagne, devenue, le 1er janvier 2019, une commune déléguée de la commune nouvelle de Pluméliau-Bieuzy.

## Géographie

### Relief et hydrographie
Bieuzy présente un paysage vallonné dont le points les plus hauts se trouvent dans la partie nord de la commune : 176 mètres au sud de Kerrault, 167 mètres au Bois de Sapin, 160 mètres près de Saint-Samson ; les points les plus bas sont dans la vallée du Blavet (à 48 mètres à son entrée dans la commune et à 37 mètres à sa sortie). Le bourg est vers 100 mètres d'altitude.
À l'ouest le Houé, dit aussi "ruisseau de Bieuzy", affluent de rive droite du Blavet, sépare Bieuzy de Melrand.

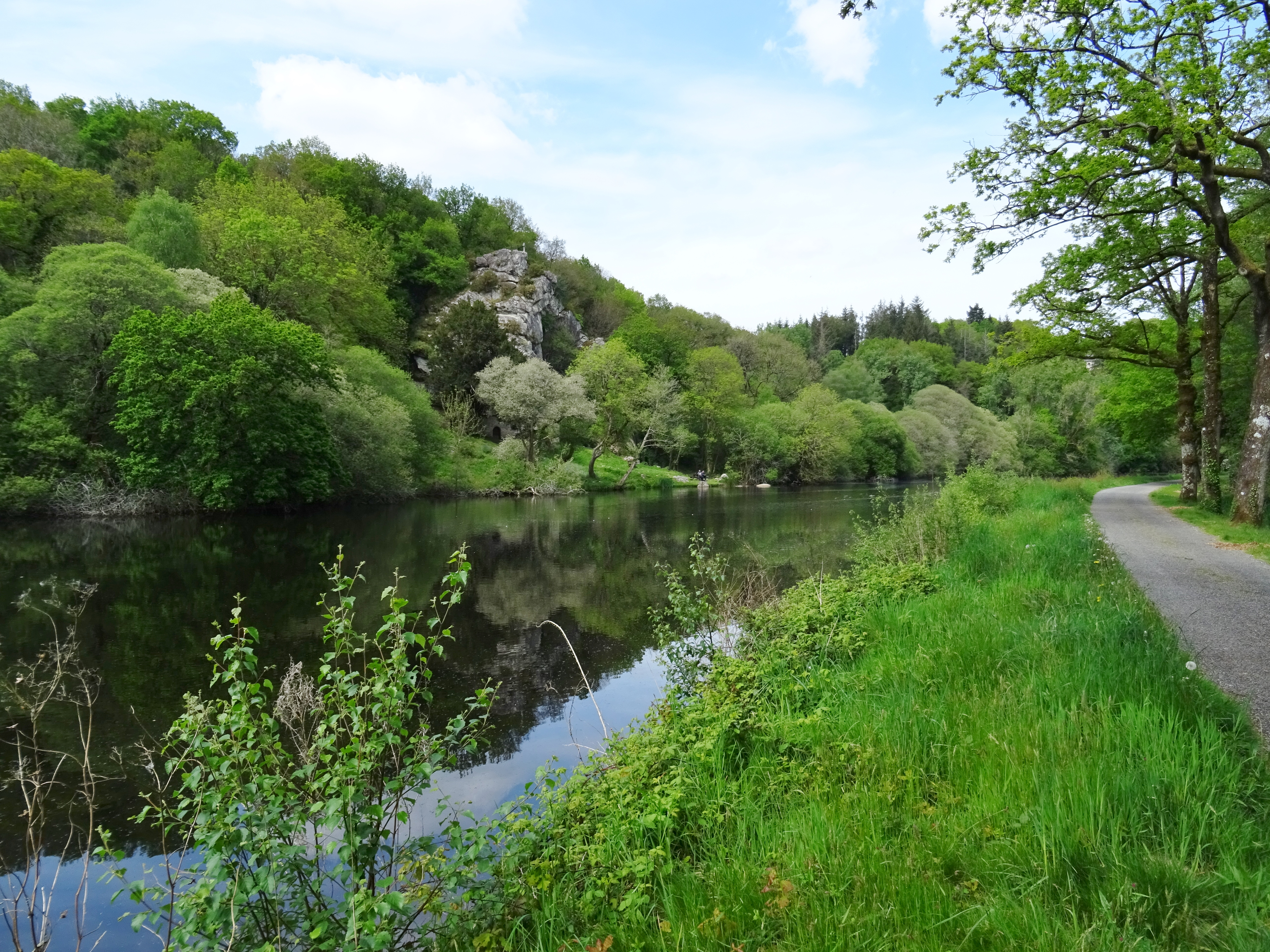
Le Blavet : vue vers l'amont au niveau de la chapelle Saint-Gildas de Bieuzy ; à gauche de la photographie la falaise escarpée et boisée du méandre de Castennec et le rocher de Saint-Gildas.

#### Le méandre de Castennec

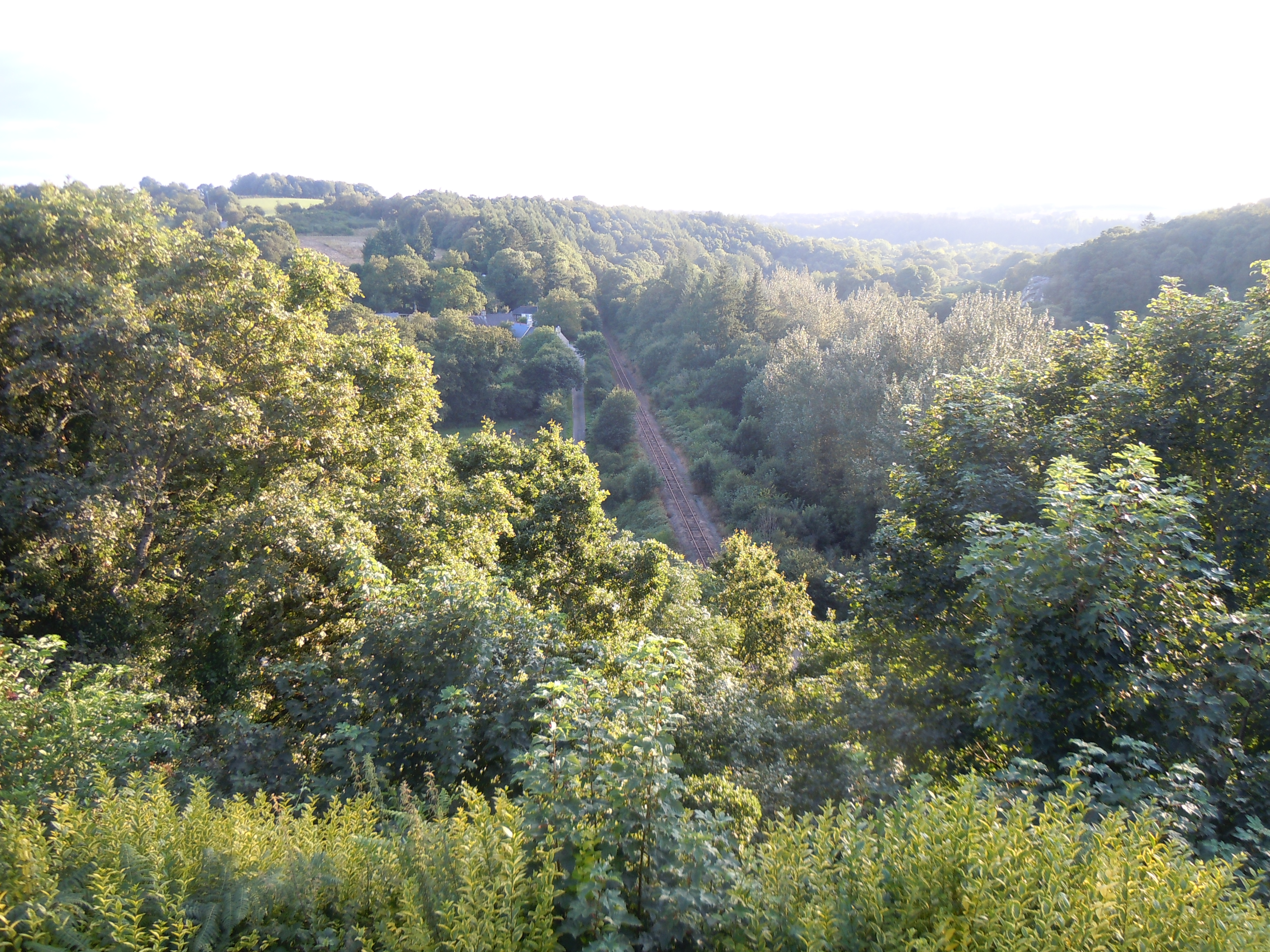
Vue depuis le belvédère de Castennec.

Commune avec un riche passé historique, Bieuzy nous offre une vue panoramique au belvédère de Castennec (la presqu'île de Castennec, curiosité géographique formée d'une presqu'île abrupte qu'enserre le Blavet par un méandre large puis très resserré.un lobe convexe de méandre du Blavet, a environ 1 200 de long sur 600 mètres de large), un ancien camp romain où passait la voie romaine de Darioritum (Vannes) à  Vorgium (Carhaix-Plouguer).

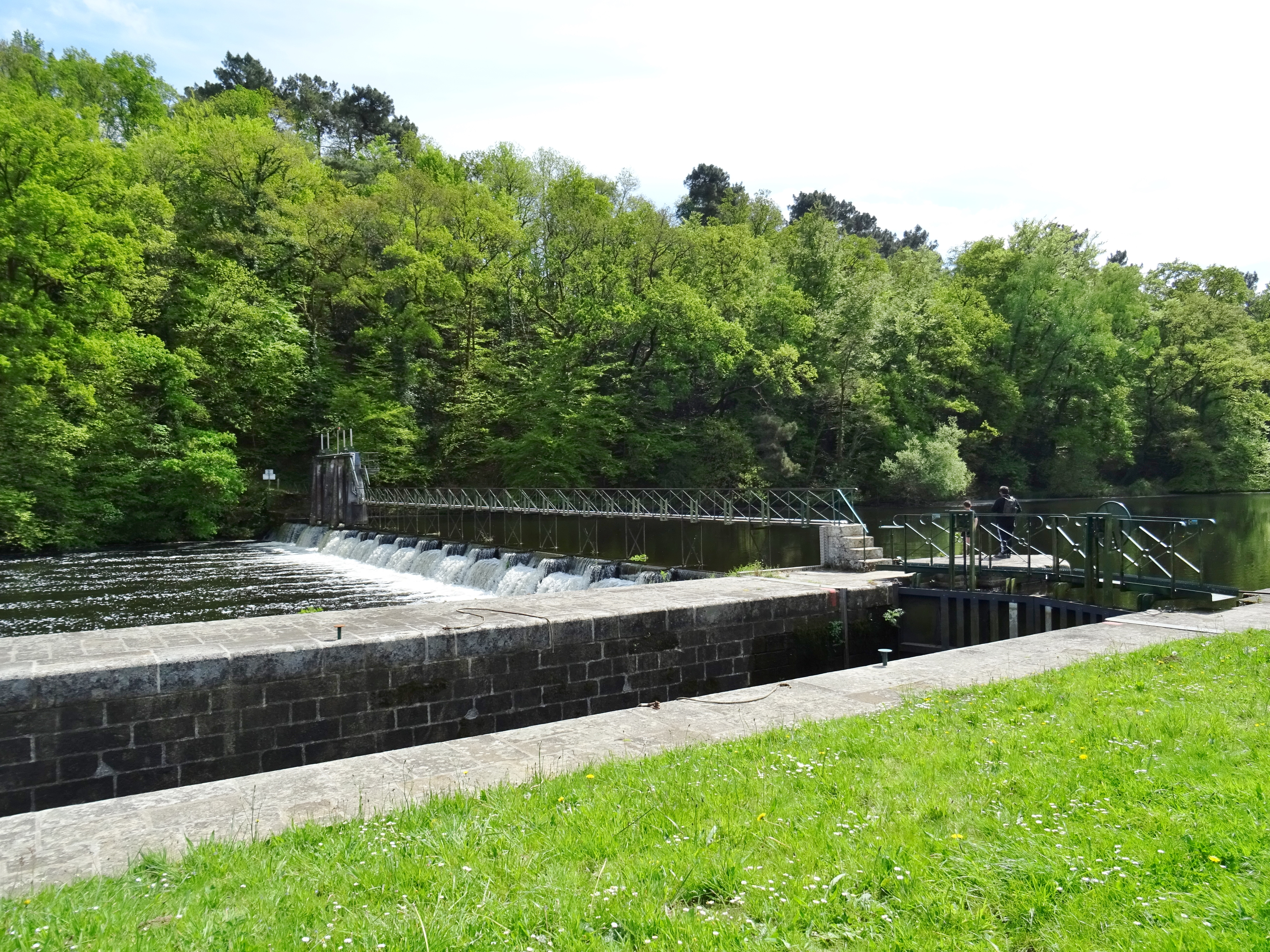
L'écluse de la Couarde sur le Blavet et sa passerelle ; à gauche la falaise boisée du méandre de Castennec.

### Communes limitrophes

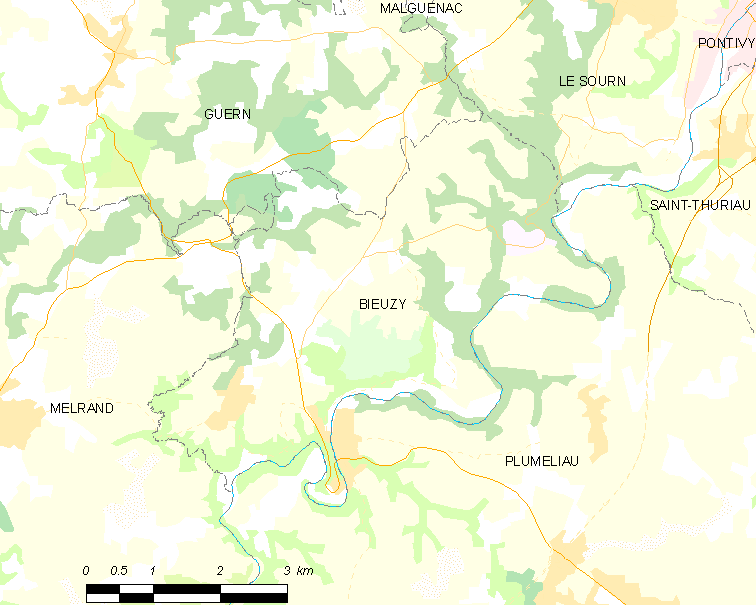
Carte de la commune de Bieuzy-les-Eaux.

### Transports
La ligne ferroviaire d'Auray à Pontivy traverse le tunnel le méandre de Castennec, franchissant à deux reprises le Blavet, en amont et en aval de ce méandre. Bieuzy ne disposait pas de gare sur son territoire, mais était desservi par la gare de Saint-Nicolas-des-Eaux.

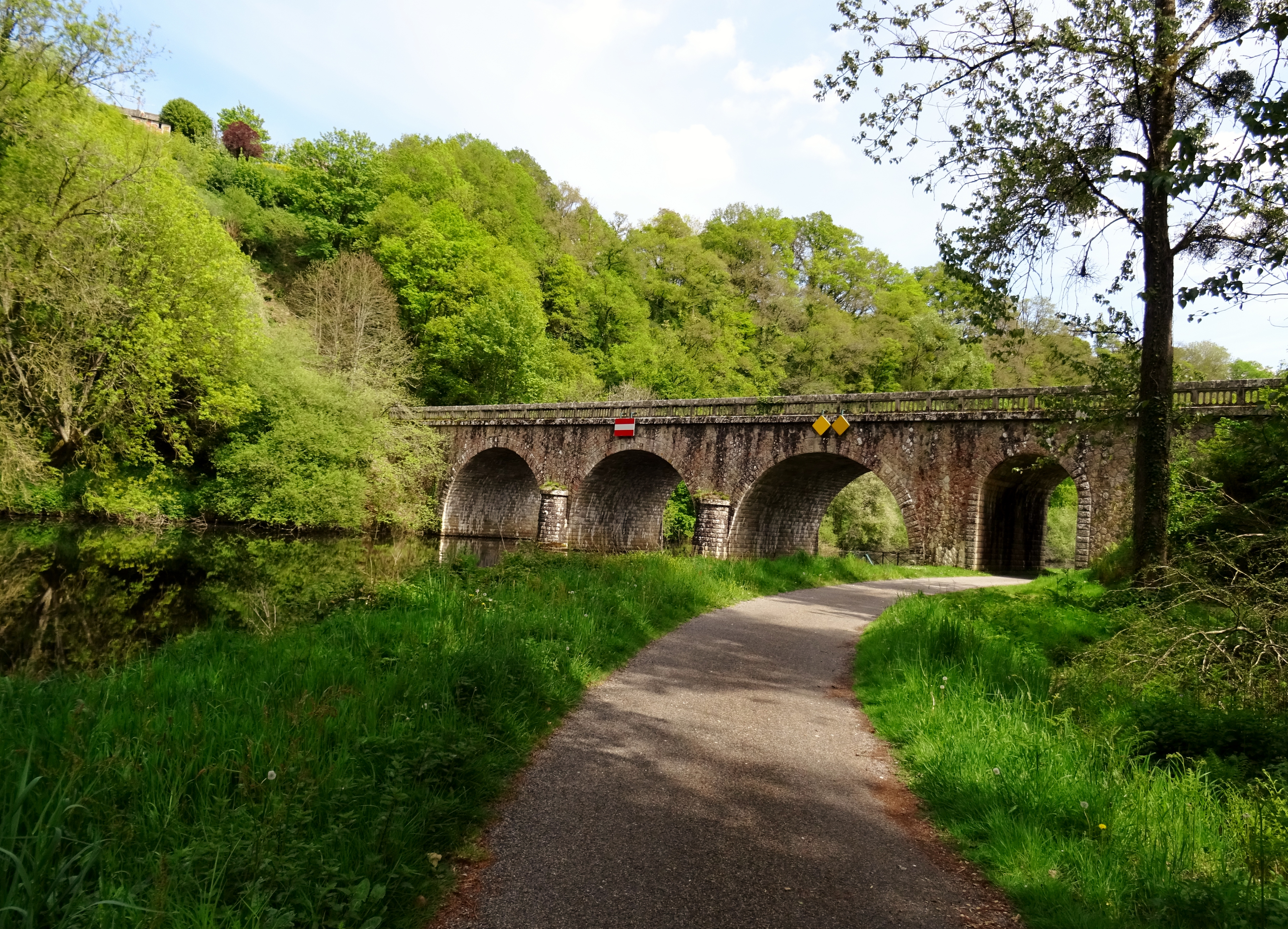
Pluméliau-Bieuzy : le pont ferroviaire de Gueltas sur le Blavet juste avant l'entrée du tunnel de Castennec.
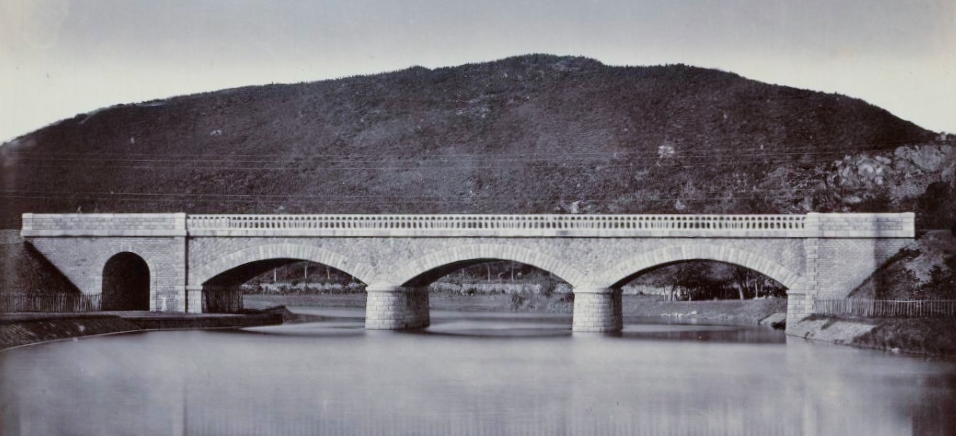
Le pont du Strat sur le Blavet (ligne ferroviaire allant d'Auray à Napoléonville [Pontivy], communes de Pluméliau et Bieuzy, photographie de Jules Duclos).

Le Blavet est canalisé et reste ouvert à la navigation touristique, mais les falaises de rive droite, côté Bieuzy, escarpées et boisées, ont empêché son utilisation au profit de la commune, sauf pour le camping de la Couarde situé à l'extrémité du méandre de Castennec. Les maisons éclusières et le chemin de halage sont côté Pluméliau, où se trouve aussi le port fluvial de Saint-Nicolas-des-Eaux.
Le territoire de cette ancienne commune est traversé par la D 1 venant de Locminé et Remungol, qui traverse le Blavet à Saint-Nicolas-des-Eaux, et continue son tracé en direction de Bieuzy et Guern. Le bourg, assez isolé, est seulement desservi par la D 156 et des routes secondaires.

## Toponymie
Attestée sous les formes Sanctus Bilci en 1125 puis Beuzi en 1288 . La paroisse était aussi appelée "Saint-Bilce", 
Le nom breton de la commune est Bizhui. Il vient de saint Bieuzy, dit aussi saint Bilce (saint fêté le 24 novembre et dont le nom vient probablement du vieux breton biu, bihui, « vivant »).

## Histoire

### Préhistoire
Le dolmen de Kermabon se trouve dans la partie centrale de la commune. Un peulven existait encore vers le milieu du XIXe siècle sur les bords du Blavet.

### Antiquité: Castennec (Sulim)

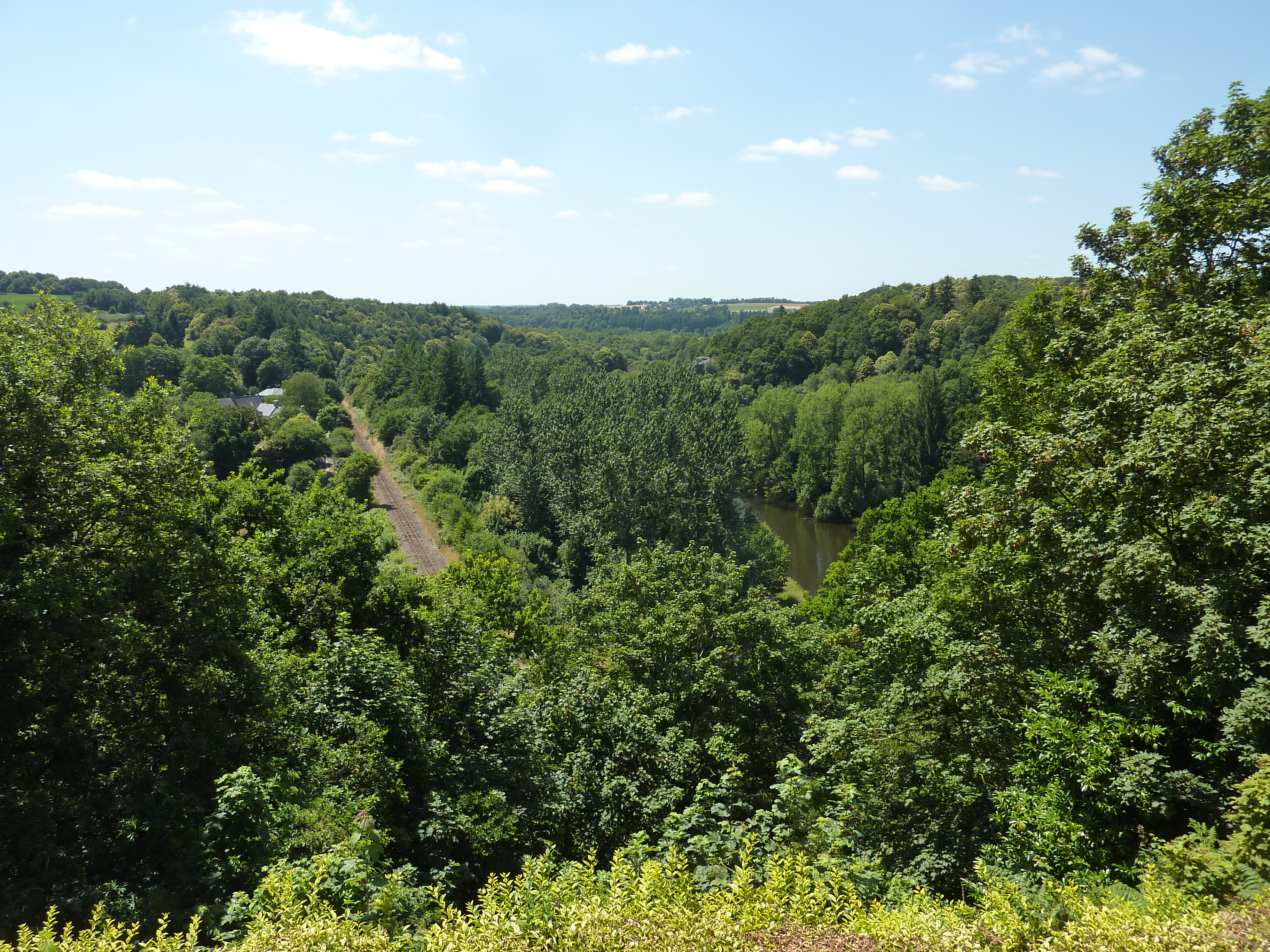
Le site boisé de Castennec, ancien oppidum.

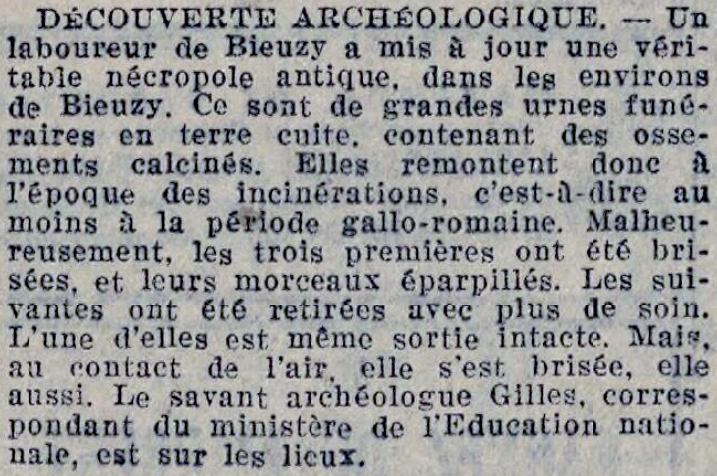
Article du journal La Dépêche de Brest et de l'Ouest relatant la découverte d'urnes cinéraires d'époque gallo-romaine à Bieuzy en 1933.

Le site du Castennec (Castel-Noëc) correspond à un ancien oppidum gaulois devenu par la suite un camp romain, nommé Coarda ou Guarda, puis une cité connue sous le nom de Sulim (nom indiqué sur la Table de Peutinger), en l'honneur de la déesse solaire Sulis qui y était honorée.
Cette ville connaît un essor notable en raison de sa situation sur la voie romaine précitée qui venait de Darioritum en passant par Colpo et Guénin, qui entre dans Pluméliau près du hameau de Talforest, traverse les villages de Ty-Avel et Kermaniec, et traverse le Blavet à Saint-Nicolas-des-Eaux « sur un pont fort ancien et fort délabré qui a été démoli il y a peu de temps » écrit un auteur non identifié en 1847. La voie franchit la colline de Castennec sur son côté oriental par une pente assez douce, et poursuit vers le village de la Motte, passant ensuite au nord de Bieuzy.
Une autre voie venant de Tours et d'Angers et allant jusqu'à l'Aber-Wrac'h, passait par Rieux, Castennec, Vorgium (Carhaix).

### Origines au Moyen Âge: saint Gildas et saint Bieuzy

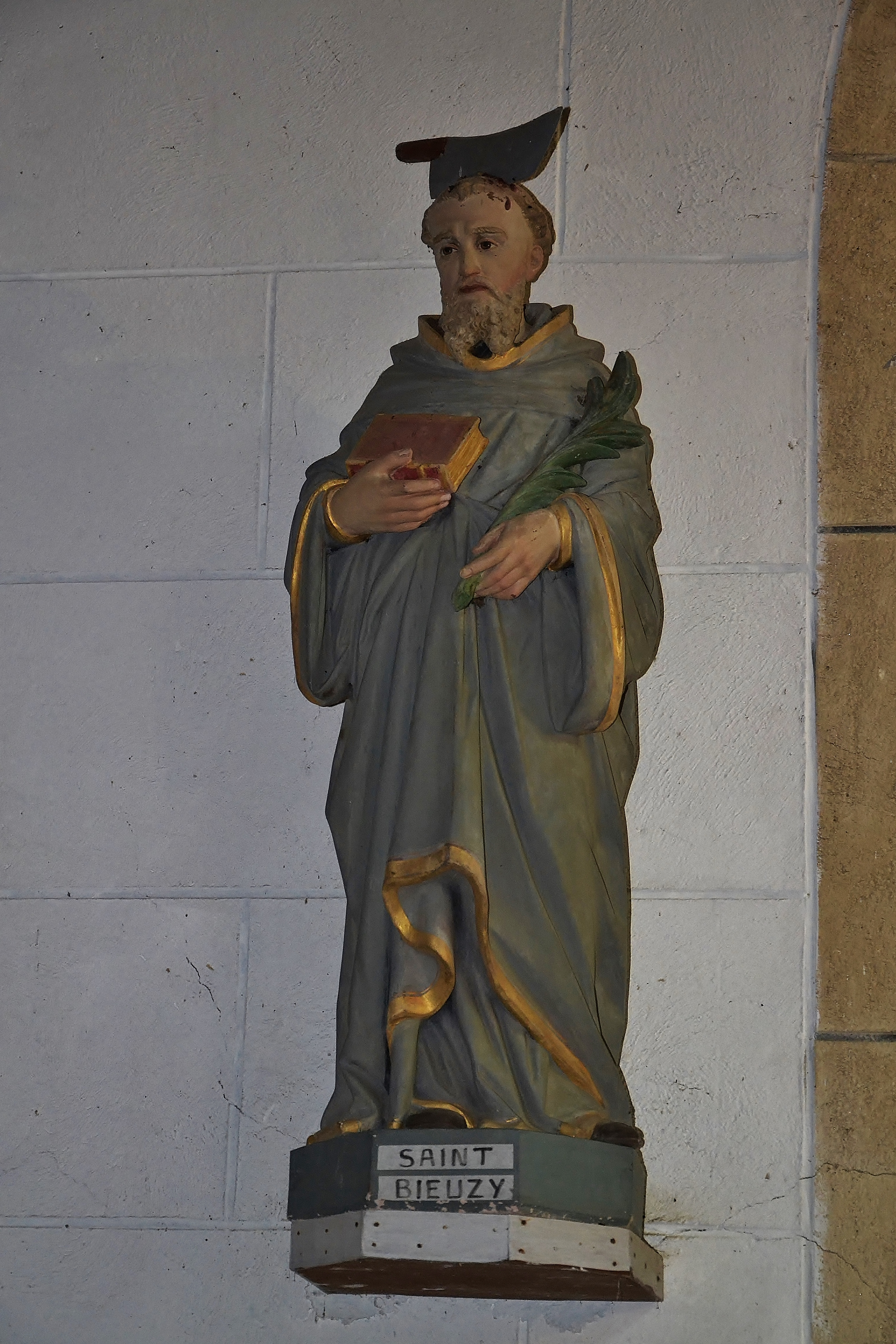
Statue de saint Bieuzy avec ses attributs, l'évangile, la palme du martyre et le crâne fendu par un coutelas.

Bieuzy, saint fêté le 24 novembre, est un disciple de saint Gildas, les deux missionnaires gallois et écossais séjournant selon la légende en 538 dans une grotte située sur les bords du Blavet (saint Gildas avait fondé auparavant le monastère de Saint-Gildas-de-Rhuys).
Saint Gildas remonta la vallée du Blavet avec son compagnon Saint Bieuzy. Ils s'installent dans un ermitage constitué d'une grotte creusée dans un amas de rochers de plus de 50 mètres de hauteur sur la rive droite du Blavet, au pied de la colline de Castennec, et y construisent un oratoire. Dans les ruines du temple romain dédié à Sulis, Gildas trouve une idole sculptée ; il démolit ce qui reste du temple et construit avec ces pierres une chapelle. Une autre chapelle est construite au lieu-dit "La Couarde" avec les pierres de l'ancien camp romain.
Cet ermitage, implanté pour christianiser le peuple breton, est devenu au XVe siècle la chapelle Saint-Gildas. Saint Bieuzy se charge plus particulièrement de l'instruction des habitants du pays et donna naissance à un centre paroissial. Le recteur Bieuzy laisse plus tard le nom au village. Selon l'hagiographe Guy Autret de Missirien, saint Bieuzy est l'auteur d'un curieux miracle. Vers 570, un valet lui demande d'interrompre sa messe pour aller guérir la meute des chiens de son seigneur atteinte de rage mais Bieuzy refuse. Le seigneur breton furieux vient lui fendre le crâne avec un glaive (une hache, couteau ou coutelas selon les versions de la légende), le coup étant si violent que l'outil y reste planté. Bieuzy aurait trouvé la force de parcourir à pied 80 kilomètres pour se rendre à l'abbaye de Rhuys où il meurt sous la bénédiction de son maître saint Gildas. La légende raconte aussi que le seigneur de retour chez lui trouve tous ses animaux (chevaux, animaux de ferme) enragés et que les chiens mordent à mort le tyran et ses serviteurs.

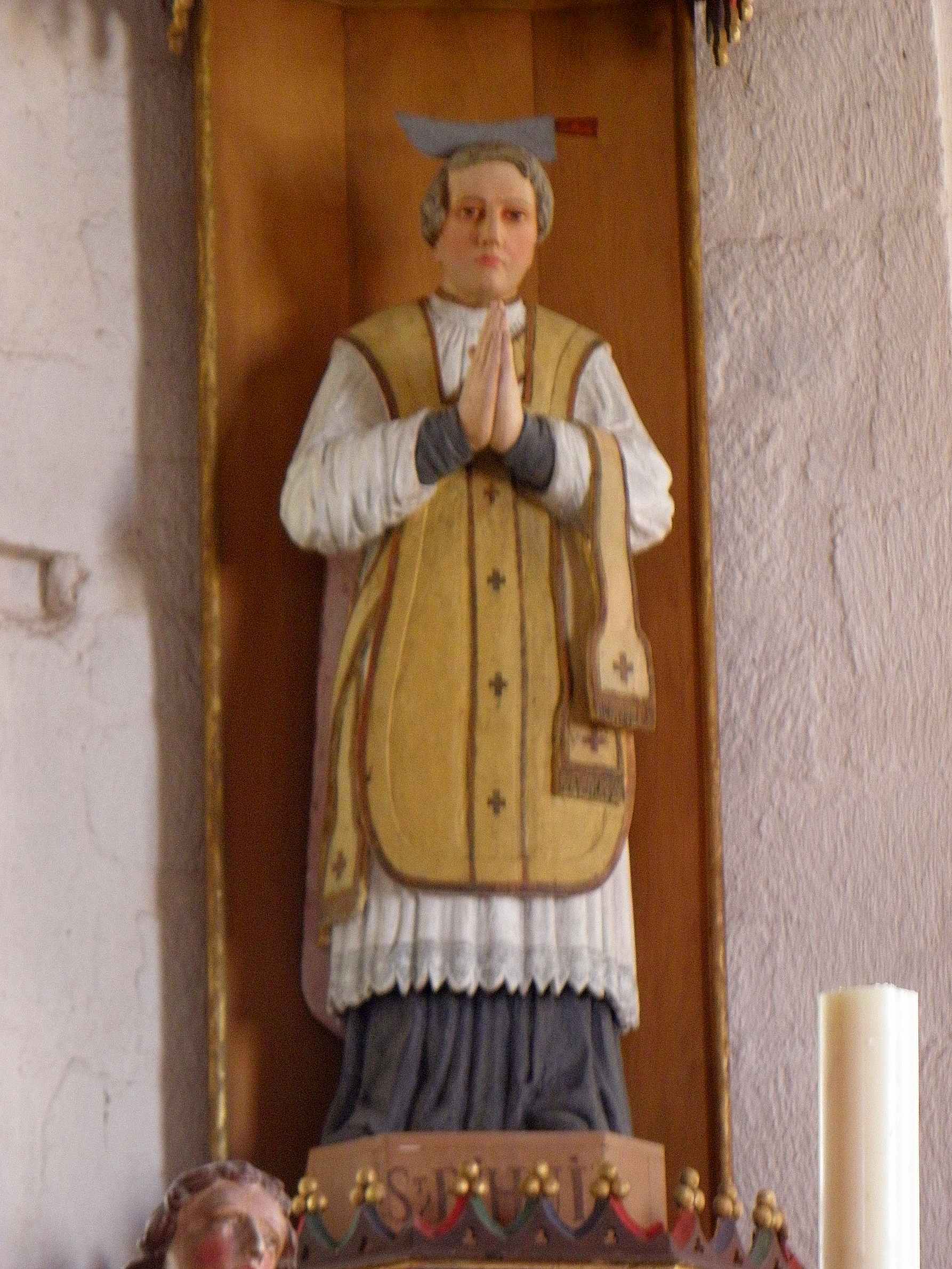
Église Notre-Dame de Bieuzy : statue de saint Bieuzy.
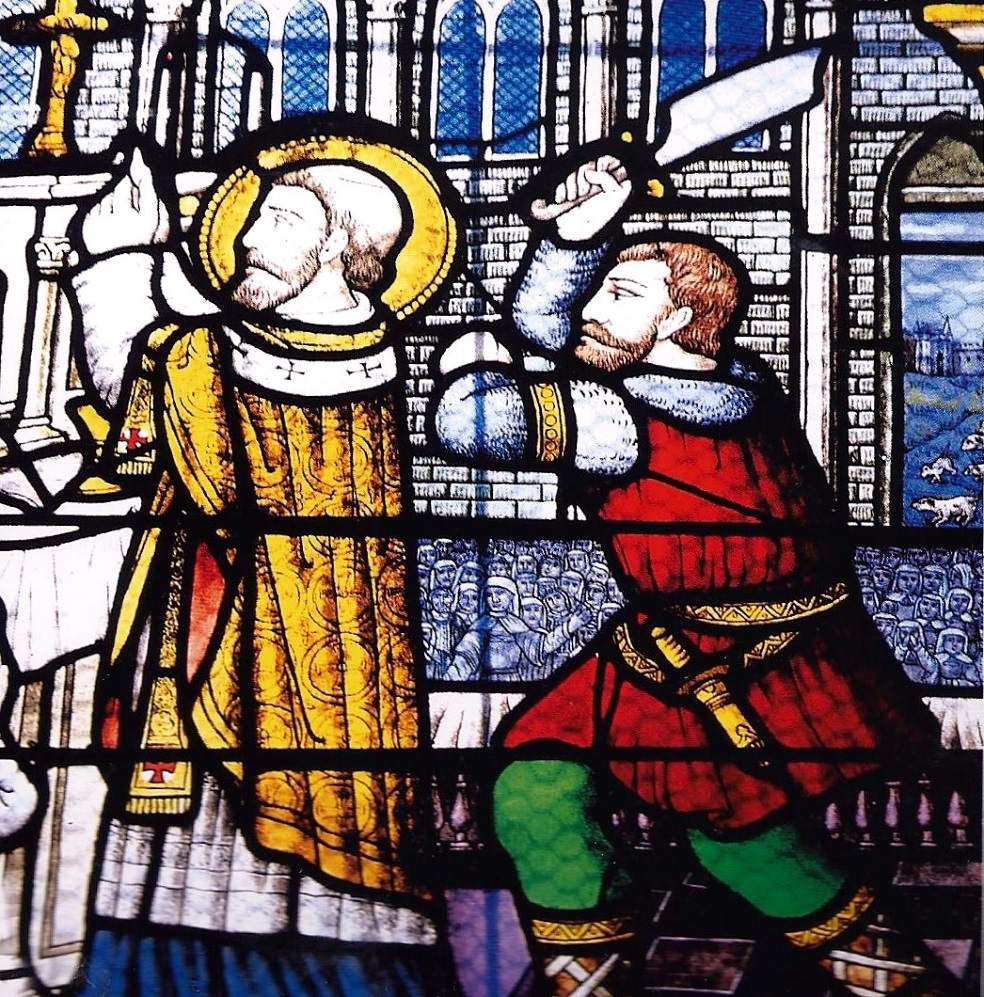
Église Notre-Dame de Bieuzy : détail d'un vitrail montrant l'assassinat de saint Bieuzy.
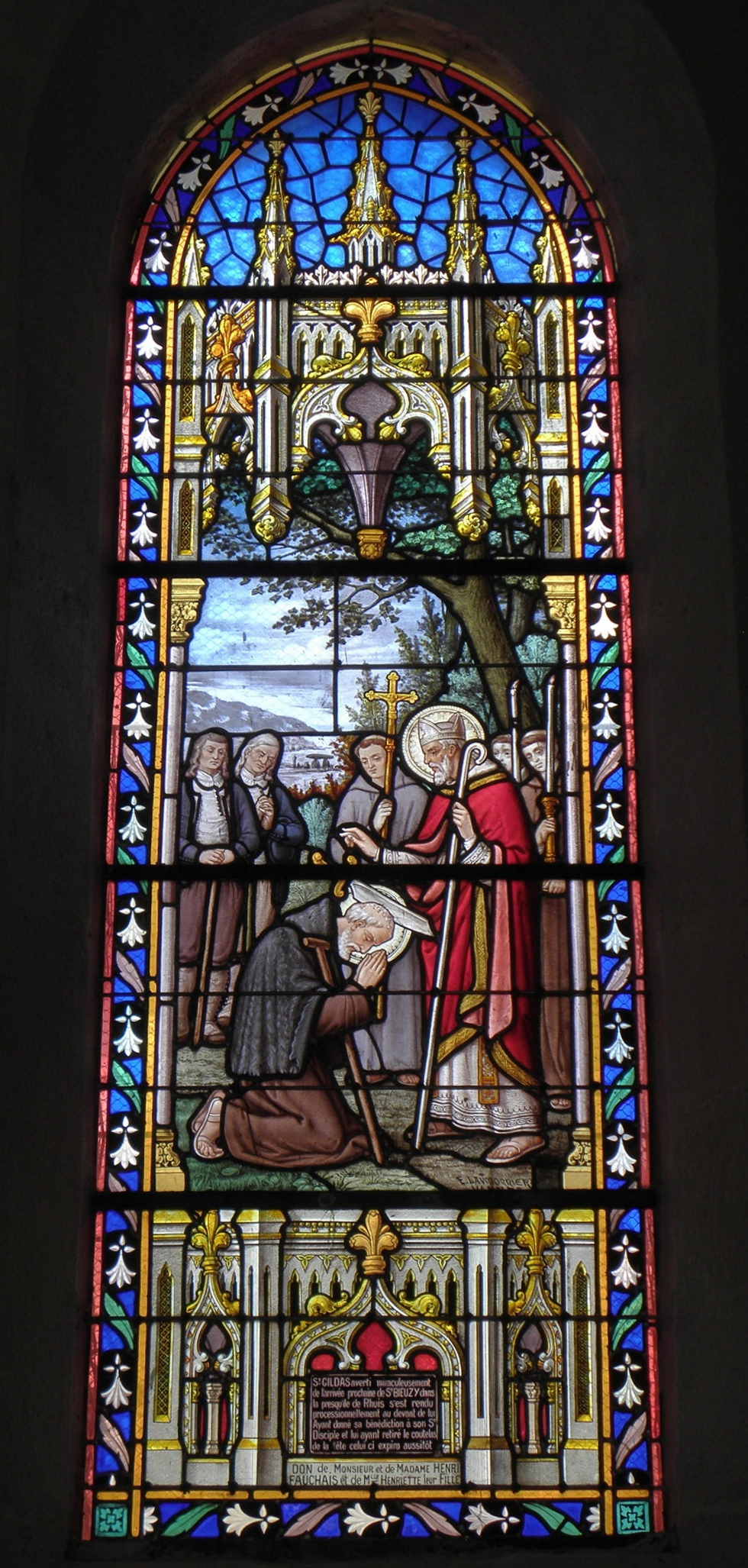
Église Notre-Dame de Bieuzy : vitrail montrant saint Bieuzy, frappé à mort, rencontrant saint Gildes.

### Les prieurés de Castennec et des environs et les Rohan
Les invasions normandes firent disparaître les établissements créés par Gildas et Bieuzy.
En 1066 des moines de l'abbaye Saint-Florent de Saumur fondent un prieuré et une aumônerie de lépreux, dénommés Saint-Nicolas-du-Blavet, sur la rive gauche du Blavet, face à Castel-Noec [Castennec] (ce prieuré ferme en 1203 car il n'y restait qu'un moine). En 1120, Alain du Porhoët, qui a reçu en apanage la partie ouest du Porhoët , construit une forteresse féodale à Castel-Noëc, qu'il dénomme "Roc'han". Mais dès 1228, Alain transporte le siège de la seigneurie sur l'Oust, à Rohan, même le territoire resta sous l'emprise des Rohan jusqu'à la Révolution française.
En 1124 ce même Alain du Porhoët (qui se fait désormais appeler Alain Ier de Rohan, fait don de la presqu'île de Castennec aux moines de l'abbaye Saint-Sauveur de Redon, lesquels y créent un prieuré (abandonné au XVe siècle) et une chapelle sous le vocable de Notre-Dame-de-la-Couarde et une nouvelle paroisse est créée, englobant Castennec.
Un troisième prieuré est créé par les moines de Saint-Gildas de Rhuys à proximité de l'ancien ermitage de saint Gildas, son prieur s'installant au Prioldy ("maison du prieur" en breton).
Ils reconstruisent la chapelle fondée naguère par Saint Gildas.
Selon un aveu de 1471, Bieuzy était au sein de la Vicomté de Rohan, une des 46 paroisses ou trèves de la seigneurie proprement dite de Rohan ; Castennec (alors dénommé Châteaumoix) en faisait également partie.
Au début du XVIe siècle Jean II de Rohan fait don des ruines du château féodal au seigneur de Rimaison, lequel fait construire une chapelle dédiée à la Trinité à l'emplacement de l'ancienne église paroissiale de Castennec et un nouveau château, le château de Rimaison, peut-être en 1579, par Michel de Rimaison, lequel est décédé vers 1587.
La seigneurie de Rimaison appartenait en 1426 à Eon de Rimaison, puis à ses héritiers (par exemple à Michel de Rimaison en 1530, à Jacques de Rimaison en 1570, et à Louis de Rimaison en 1593 ; elle passa ensuite aux mains de la famille de Kergorlay, puis à celle de Cleuz.

### La Vénus de Quinipily
Le prieuré de la Couarde est ruiné au XVIIe siècle, mais la statue antique (probablement celle enfouie par Saint Gildas, qui aurait été exhumée) qui s'y dressait faisait l'objet de pratiques superstitieuse païennes.
« Une statue d'origine orientale dominait une boucle du Blavet à Bieuzy-les-Eaux. Pour les contemporains, c'était une Vénus et son culte impliquait peut-être de s'accoupler auprès d'elle pour guérir une stérilité. En 1661, l'évêque de Vannes obtint que le comte Claude de Lannion, seigneur de Quinipily, la fit jeter dans la rivière. Trois ans plus tard elle est remise en place. En 1670, l'évêque envoie des ouvriers la détruire. Craintivement superstitieux, ils se contentent de la jeter à nouveau dans le Blavet après avoir entaillé un bras et un sein. Vers 1696, un seigneur de Baud la fait retailler et installe dans le parc de son château cette Vénus de Quinipily qu'on y voit encore aujourd'hui ».
Jean-Baptiste Ogée écrit en 1778 :

« Dans cette paroisse [Bieuzy], sur la rivière de Blavet, on voit les vestiges d'un ancien temple consacré à Vénus. C'est parmi les ruines de ce temple qu'on trouva la statue gigantesque qu'on voit aujourd'hui dans la cour du château de Quinipili. Les habitants de la campagne avaient tant de vénération pour elle, qu'ils lui rendaient le culte le plus assidu. Les Évêques, voulant abolir ces criminelles pratiques, prièrent, dans le seizième siècle, le Seigneur de Lannion, gouverneur des villes de Vannes et d'Auray, de la faire transporter à son château de Quinipili. Ce Seigneur, à qui elle n'appartenait pas, l'acheta du possesseur, et envoya ses vassaux la chercher. Ceux-ci trouvèrent, en arrivant au temple, une troupe de paysans qui s'opposèrent violemment à l'enlèvement de cette idole. Il fallut en venir aux mains pour décider laquelle des deux parites la posséderait. La victoire demeura à ceux de Quinipili, qui transportèrent cette statue au château de leur Seigneur, où elle fut placée dans la cour. Les gens de la campagne étaient si persuadés de sa puissance, qu'ils allaient en secret lui rendre leurs hommages, et lui faire des offrandes, à Quinipili. Il n'y a pas encore cinq ans qu'on trova des pièces de monnaie dans une espèce de bassin qui est devant elle. Si l'on fait attention à sa grosseur et à son poids, on a peine à concevoir comment on a pu la transporter où elle est actuellement. Cette statue a causé entre les maisons de Lannion et de Rohan un procès dont on ignore la décision. »

### La paroisse de Bieuzy sous l'Ancien Régime
Cette paroisse très ancienne est nommée pour la première fois en 1125 sous le nom de Saint-Bilci. Selon A. Marteville et P. Varin, Bieuzy aurait été d'abord une trève de Melrand et aurait porté le nom de Notre-Dame-de-Bonne-Fontaine. La liste de ses recteurs est disponible sur un site Internet.
La famille de Rimaison a laissé de nombreuses traces architecturales à Bieuzy : les vestiges témoignent de la richesse du château lors de sa construction au XVIe siècle et plusieurs fermes, souvent à étage, situées dans le voisinage, qui en étaient des métairies, également (le Couedo, le Divot, Kerroc'h), ainsi que le moulin de Rimaison. Michel de Rimaison fit aussi de nombreuses donations aux édifices religieux avoisinants.
Des manoirs ont également existé dans la paroisse (Kertanguy, Kerautum, Kerguen), mais ils ont disparu depuis longtemps.

### LeXVIIesiècle
Le recteur de Bieuzy relate une crue dévastatrice qui eut lieu le 24 octobre 1642 et emporta la plupart des ponts enjambant le Blavet.

« Le 24ème jour d'octobre 1642 au soir, il fit une si grande pluie toute la nuit que tous les ponts sur le Blavet furent tous couverts et presque tous emportés par ce débordement d'eau ; c'était pitié de voir la grosse pluie qui se faisait continuellement jour et nuit de sorte qu'il arriva de grandes pertes sur la rivière Blavet. »

### LeXVIIIesiècle

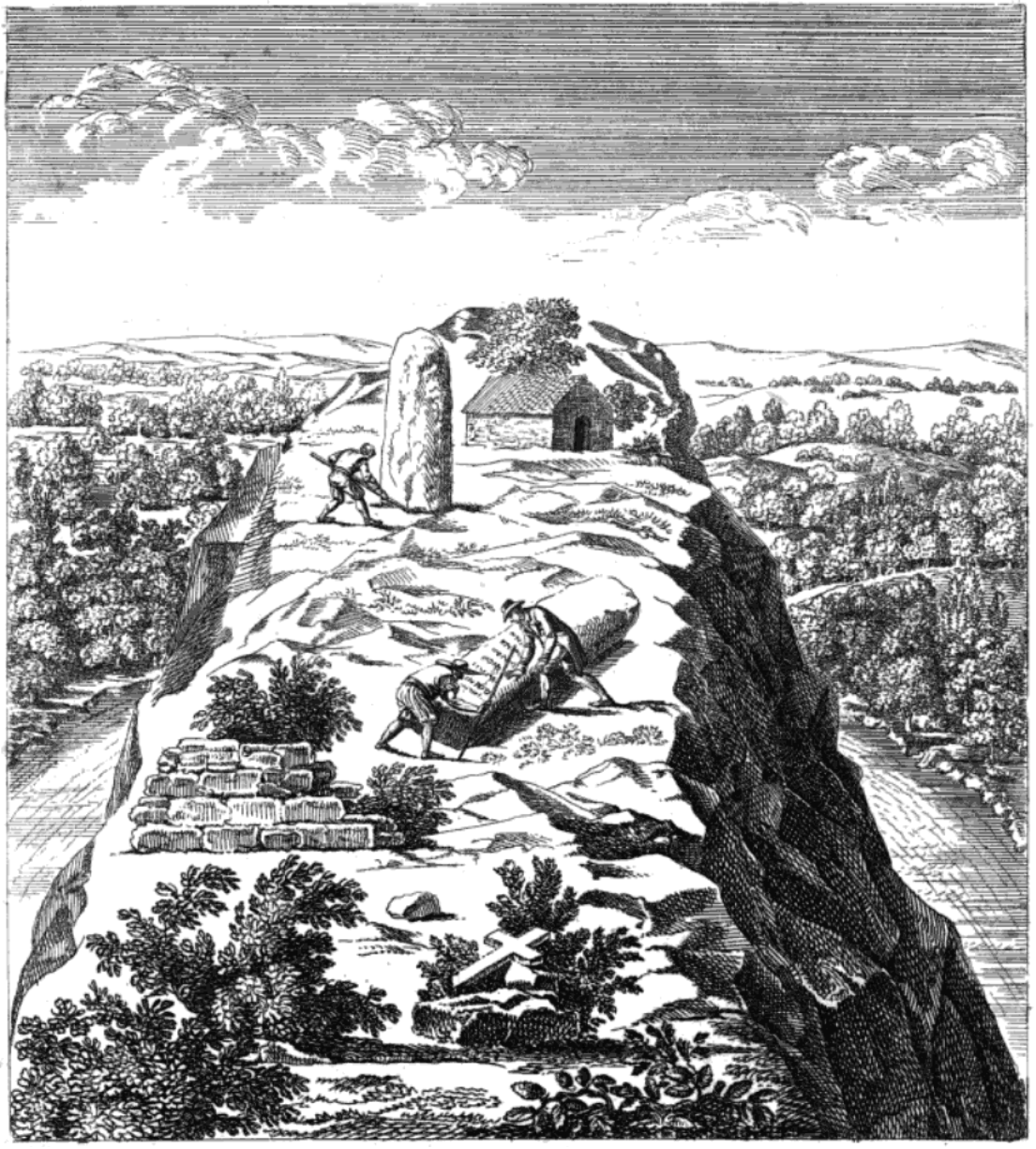
Les bornes milliaires de Castennec (disparues depuis) : gravure publiée en 1812 par Armand Maudet de Penhouet.

En 1732 le recteur de Bieuzy devint propriétaire du prieuré et de la chapelle de la Couarde.
Selon Jean-Baptiste Ogée, qui écrit en 1778, « les habitants du village de Castennec, dans le territoire de la paroisse de Bieuzi, ont des franchises, mais, en reconnaissance », ils continuent « chaque année, d'apporter au château de Pontivi, la veille du Premier Mai, une tête de chevreau, dans un plat qui doit être d'argent ». Cette coutume était déjà évoquée dans un aveu de 1682.

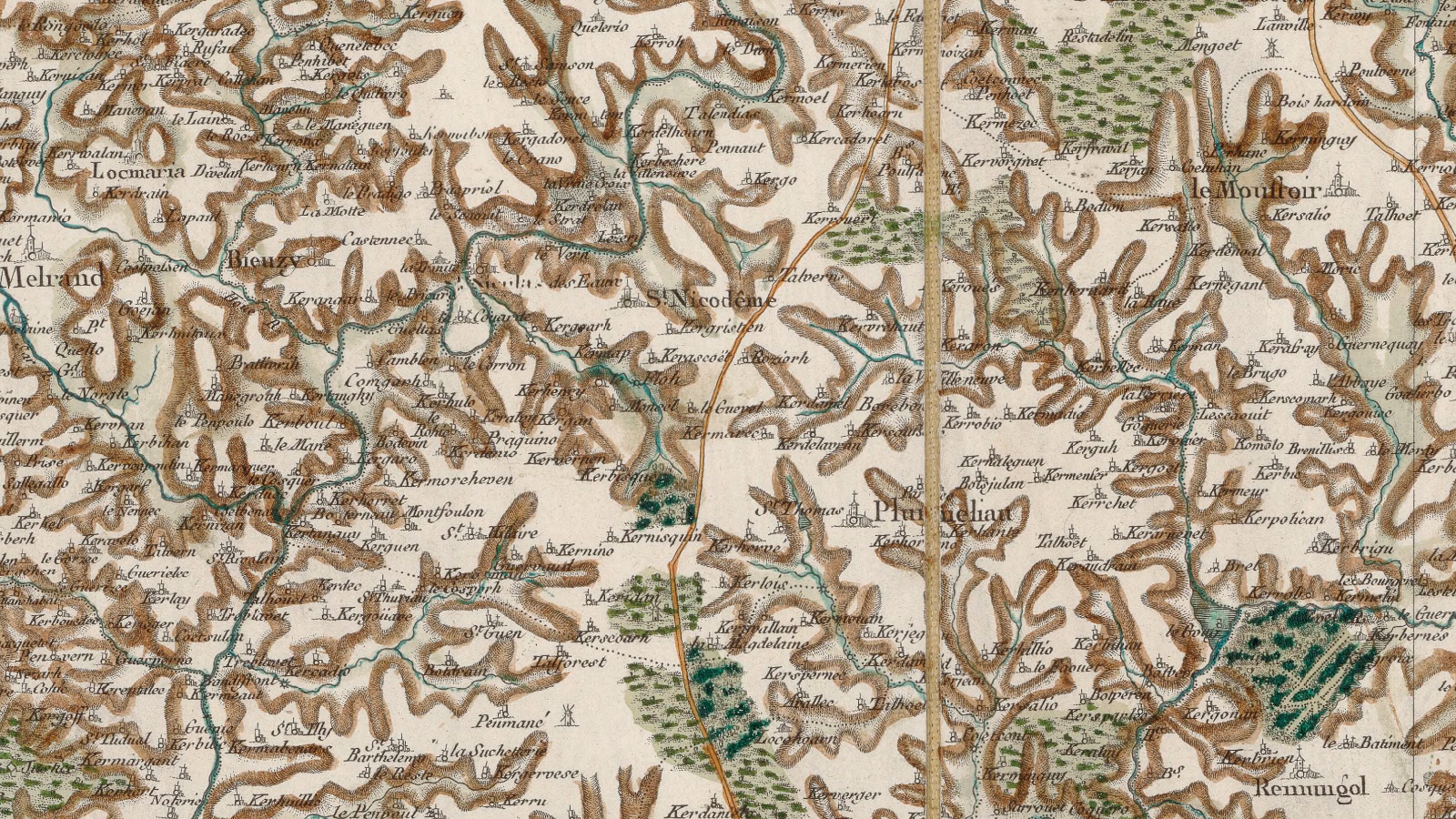
Bieuzy en 1789 (Carte de Cassini).

Jean-Baptiste Ogée décrit ainsi Bieuzy en 1778 :

« Bieuzi ; sur une hauteur, à 8 lieues et demie au Nord-Nord-Ouest de Vannes, son évêché ; à 21 lieues un quart de Rennes et à 3 lieues de Pontivi, sa subdélégation. Cette paroisse, dont la cure est à l'Ordinaire, ressortit au siège royal de Ploërmel. On y compte, y compris ceux de Castennec, sa trève, 1 500 communiants. M. le Duc de Rohan en est le Seigneur. Il s'y exerce trois hautes-justices. Ce territoire renferme beaucoup de landes, des terres cultivées et de bons pâturages. C'est un pays couvert. »

Les divers prieurés et biens appartenant à l'église furent confisqués et vendus comme biens nationaux pendant la Révolution française.

### LeXIXesiècle
La canalisation du Blavet est réalisée en 1829, la voie d'eau étant exhaussée vers 1860 ; ces aménagements, ainsi que la construction vers 1830 de la route reliant Guémené-sur-Scorff à Locminé, via Pluméliau (actuelle D 1) contribuent à marginaliser le bourg de Bieuzy, excentré au sein du finage communal.
A. Marteville et P. Varin, continuateurs d'Ogée, décrivent ainsi Bieuzy en 1843 :

« Bieuzy (ecclesia de Beotio, sous l'invocation de saint Bieuzy, dit sanctus Bilci), commune formée de l'ancienne paroisse de ce nom, aujourd'hui succursale. (...) Principaux villages : Kercadoret, Tréhouin, Lescouet, Kerdanet, Kertanguy, le Divit, Kerroc'h, Kerauten, le Resto, Kersulan, Kergoff, Coetmenan, le Pradigo, Kerangart, le Priody, Motte d'en-Haut, le Léry.Superficie totale : 2 258 hectares dont (...) terres labourables 1 056 ha, prés et pâturages 249 ha, bois 34 ha, vergers et jardins 51 ha, landes et incultes 784 ha (...). Moulins à eau de Rimaison, de Saint-Nicolas (pont sur le Blavet) ; à vent, dit Vieux-Moulin. (...) Le nord de la commune est fertile ; le centre et les parties qui avoisinent Guern et Melrand le sont peu. Les cultivateurs se livrent beaucoup à l'élève des bestiaux. (...) Il y a assemblée le dimanche après l'Ascension et le 24 novembre. (...) Géologie : terrain granitique entre le bourg et le Blavet. On parle le breton. »

En 1869 la commune de Bieuzy, a été amputée d'une partie de son territoire, la section dite de Saint-Jean, lors de la création de la commune du Sourn.
En 1877, les deux-tiers des enfants quittent l'école en sachant à peine lire. La première école publique est construite au hameau du Resto, plus central dans la commune, et non au bourg.
Lors de la construction de la voie ferrée allant de Pontivy à Auray (mise en service en 1864), pour franchir les méandres du Blavet à hauteur de Castennec, il fallut construire deux ponts à quatre arches de part et d'autre de la butte, alors qu'un tunnel était percé sous cette dernière.

### LeXXesiècle

#### La Belle Époque
Le 30 novembre 1902 plusieurs maires de la région, dont Louis Pérès, maire de Bieuzy, réunis à Pontivy, signent un texte dans lequel ils refusent de surveiller si les prêtres de leur paroisse utilisent la langue française, et non la langue bretonne, lors des leçons de catéchisme et des instructions religieuses.

#### La Première Guerre mondiale
Le monument aux morts de Bieuzy porte les noms de 68 soldats morts pour la France pendant la Première Guerre mondiale : parmi eux; 4 sont morts sur le front belge dont 3 (Joseph Lavenant, Jean Le Clainche, Joseph Le Goff) dès 1914 et 1 (Joseph Le Clainche) en 1917 ; 4 (André Jésus, Jean Le Gallic, Joseph Porrot, Joseph Quilléré) sont morts alors qu'ils étaient prisonniers en Allemagne ; les autres sont décédés sur le sol français (parmi eux Joseph Le Guéhennec et Joseph Le Tohic ont été décorés de la Croix de guerre).

#### L'Entre-deux-guerres
Le monument aux morts de Bieuzy fut inauguré le 19 avril 1925
En 1933 onze urnes cinéraires d'époque gallo-romaine sont découvertes par un agriculteur dans le village de Kermabon.

#### La Seconde Guerre mondiale

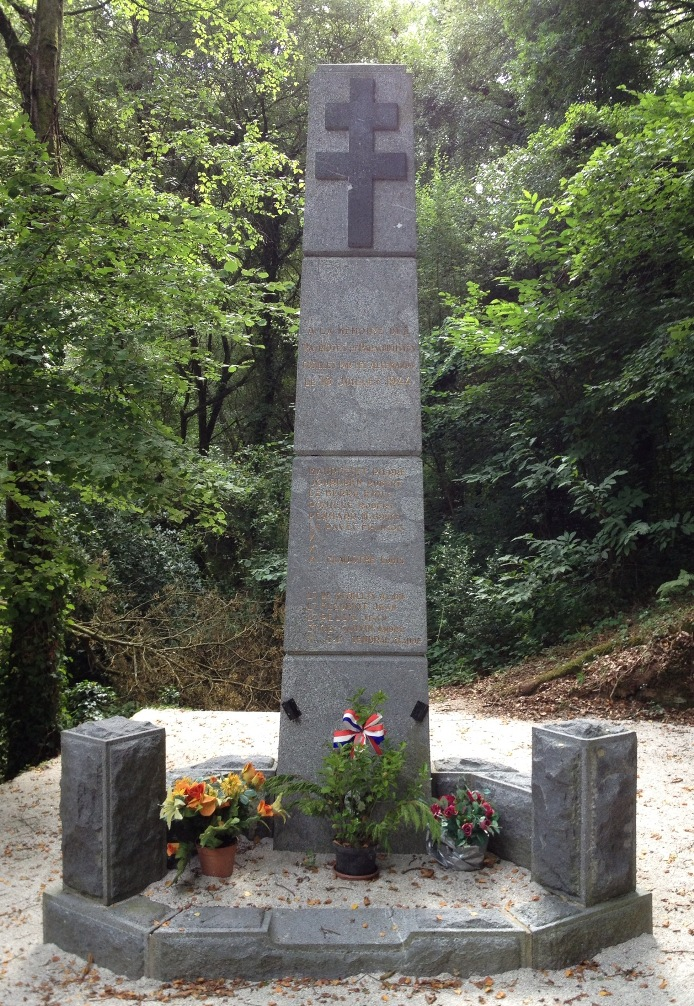
Le mémorial de Bieuzy commémorant les fusillés de Rimaison.

Le monument aux morts de Bieuzy porte les noms de 3 personnes (J. M. Guéganic, J. M. Le Hir, Joseph Le Strat) mortes pour la France pendant la Seconde Guerre mondiale.
Cinq parachutistes des Forces françaises libres furent fusillés par les Allemands dans le bois de Rimaison le 18 juillet 1944 : Alain Calloc'h de Kerillis, André Cauvin, Louis Claustre, Jean Pessis, Jean Fleuriot) ainsi que neuf résistants dont Robert Jourdren, Émile Le Berre, François Le Pavec, Pierre Mourisset, Maurice Penhard, Robert Rouillé, Claude Sendral et deux inconnus,.
L'abbé Emmanuel Rallier, recteur de Bieuzy, fut assassiné le 29 juillet 1944 par des résistants FTP de la région de Baud, alors que bien qu'ayant montré des sympathies vichystes, il n'avait jamais collaboré.

#### L'après Seconde Guerre mondiale
Lors des élections constituantes du 2 juin 1946, 237 électeurs de Bieuzy votent pour le Parti communiste, 227 pour le MRP, 29 pour la SFIO et 67 pour les Radicaux.
Le 21 juillet 1946 est inauguré à Rimaison le monument élevé à la mémoire des 14 résistants et parachutistes fusillés par les Allemands le 18 juillet 1944.

### LeXXIesiècle
La commune fusionne avec la commune de Pluméliau au sein de la commune nouvelle de Pluméliau-Bieuzy le 1er janvier 2019.

## Politique et administration
| Période                                  | Période                   | Identité            | Étiquette | Qualité |
| ---------------------------------------- | ------------------------- | ------------------- | --------- | --- |
| Les données manquantes sont à compléter. |                           |                     |           | |
|                                          | 1802                      | Guillaume Le Tadic  |           | |
| 1802                                     | 1841                      | Vincent Le Douget   |           | Cultivateur |
| 1841                                     | 1846                      | Yves Lahaye         |           | Cultivateur à Kerangard |
| 1846                                     | 1848                      | Patern Le Beller    |           | Cultivateur |
| 1848                                     | 1852                      | Louis Jacques Robic |           | Cultivateur |
| 1852                                     | 1872                      | Louis Naizin        |           | Cultivateur |
| 1872                                     | 1892                      | Joseph Robic        |           | Cultivateur à Kerangard |
| 1892                                     | 1896                      | Yves Lahaye         |           | Fils d'Yves Lahaye, maire entre 1841 et 1846. |
| 1896                                     | 1900                      | François Lahaye     |           | Cultivateur Fils d'Yves Lahaye, maire précédent. |
| 1900                                     | 1912                      | Louis Pérès         |           | Cultivateur |
| Les données manquantes sont à compléter. |                           |                     |           | |
| ca. 1920                                 | septembre 1928 (décès)    | Ernest Lemoine      | RG        | Industriel (papeterie de Saint-Rivalain) Conseiller général de Baud (1904 → 1928) Vice-président du conseil général du Morbihan (? → 1928) Chevalier de la Légion d'honneur |
| 1928                                     | mars 1938 (démission)     | Louis André         |           | |
| mars 1938                                | juillet 1969 (décès)      | Alexis Le Marrec    |           | Chevalier de la Légion d'honneur |
| août 1969                                | mars 1977                 | Hubert Le Bruchec,  |           | Exploitant forestier |
| mars 1977                                | 1987                      | Émile Le Métayer    |           | Ancien résistant |
| 1987                                     | mars 2001                 | Roland Le Merlus,   | DVG-      | Instituteur et directeur d'école Premier adjoint au maire (1983 → 1987) |
| mars 2001                                | novembre 2017 (démission) | Léon Quilleré       | DVD       | Préparateur en pharmacie |
| novembre 2017                            | 31 décembre 2018          | Alain L'Aigle       |           | Exploitant agricole, ancien adjoint au maire |

La création de la commune nouvelle de Pluméliau-Bieuzy entraîne la création d'une commune déléguée gérée par un maire délégué :
| Période          | Période  | Identité      | Étiquette | Qualité             |
| ---------------- | -------- | ------------- | --------- | ------------------- |
| 1er janvier 2019 | En cours | Alain L'Aigle |           | Exploitant agricole |

## Jumelages
Meyrals (France).
| La commune de Meyrals en Dordogne |

## Démographie
L'évolution du nombre d'habitants est connue à travers les recensements de la population effectués dans la commune depuis 1793. Pour les communes de moins de 10 000 habitants, une enquête de recensement portant sur toute la population est réalisée tous les cinq ans, les populations de référence des années intermédiaires étant quant à elles estimées par interpolation ou extrapolation. Pour la commune, le premier recensement exhaustif entrant dans le cadre du nouveau dispositif a été réalisé en 2007.

En 2016, la commune comptait 771 habitants, en évolution de +2,12 % par rapport à 2010 (Morbihan : +3,82 %, France hors Mayotte : +2,11 %).
| 1793  | 1800  | 1806  | 1821  | 1831  | 1836  | 1841  | 1846  | 1851  |
| ----- | ----- | ----- | ----- | ----- | ----- | ----- | ----- | ----- |
| 1 396 | 1 378 | 1 423 | 1 431 | 1 534 | 1 499 | 1 587 | 1 562 | 1 605 |

| 1856  | 1861  | 1866  | 1872  | 1876  | 1881  | 1886  | 1891  | 1896  |
| ----- | ----- | ----- | ----- | ----- | ----- | ----- | ----- | ----- |
| 1 455 | 1 490 | 1 656 | 1 325 | 1 290 | 1 278 | 1 336 | 1 281 | 1 331 |

| 1901  | 1906  | 1911  | 1921  | 1926  | 1931  | 1936  | 1946  | 1954  |
| ----- | ----- | ----- | ----- | ----- | ----- | ----- | ----- | ----- |
| 1 323 | 1 394 | 1 378 | 1 266 | 1 387 | 1 495 | 1 346 | 1 187 | 1 122 |

| 1962  | 1968 | 1975 | 1982 | 1990 | 1999 | 2006 | 2007 | 2012 |
| ----- | ---- | ---- | ---- | ---- | ---- | ---- | ---- | ---- |
| 1 029 | 923  | 886  | 842  | 812  | 708  | 735  | 739  | 756  |

| 2016 | - | - | - | - | - | - | - | - |
| ---- | - | - | - | - | - | - | - | - |
| 771  | - | - | - | - | - | - | - | - |

## Culture et patrimoine

### Langue bretonne
- L’adhésion à la charte Ya d'ar brezhoneg a été votée par le Conseil municipal le 26 janvier 2016.

### Lieux et monuments
Les Landes du Crano à 2 km au nord-est de Bieuzy ont une superficie d'un seul tenant qui a permis la conservation de plusieurs espèces d'intérêt patrimonial, ce qui en fait le plus important site classé en ZNIEFF (zone naturelle d’intérêt écologique faunistique et floristique) de toute la vallée du Blavet : la lande-fourré à Ajonc d'Europe prédomine, la faune présente des particularités notables, avec une forte représentation des passereaux caractéristiques des landes (fauvette pitchou, grisette des jardins, bruant jaune, gobemouche gris…) et des reptiles (lézards vert et des murailles, couleuvres à collier, vipères péliade). Le chevreuil et le sanglier fréquentent également le site. Les landes reposent sur un massif granitique classé sous le nom de « granite du Crano », à texture grenue et relativement leucocrate, daté à 300 Ma. Ce type de granite forme plusieurs petits pointements d’extension pluri-hectométrique à kilométrique mais aussi des massifs d’extension plus importante dans la région. Sa matrice feldspathique emballe de nombreux îlots plurimillimétriques de quartz, de nombreuses paillettes purimillimétriques de micas, biotite et muscovite, et parfois des porphyroblastes sub-automorphes de feldspaths, centimétriques et localement pluricentimétriques (granite à « dents de cheval »).

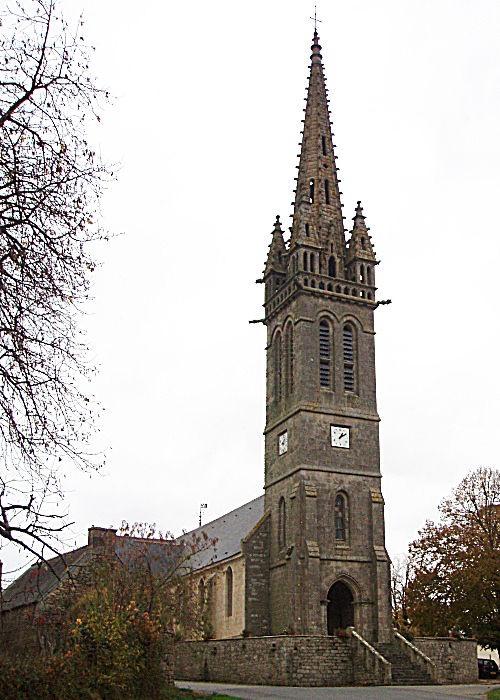
L'église Notre-Dame.
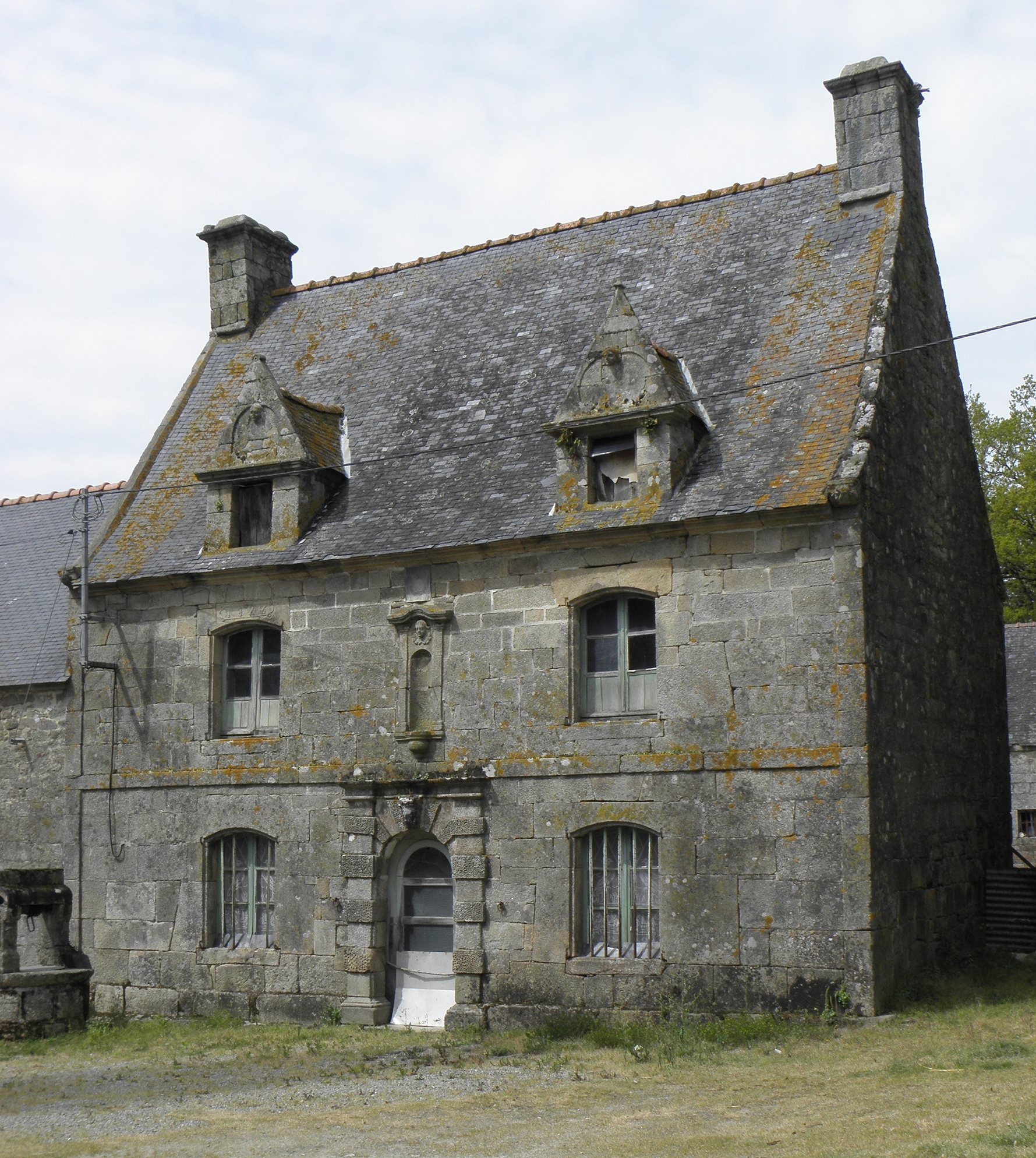
Une vieille maison.
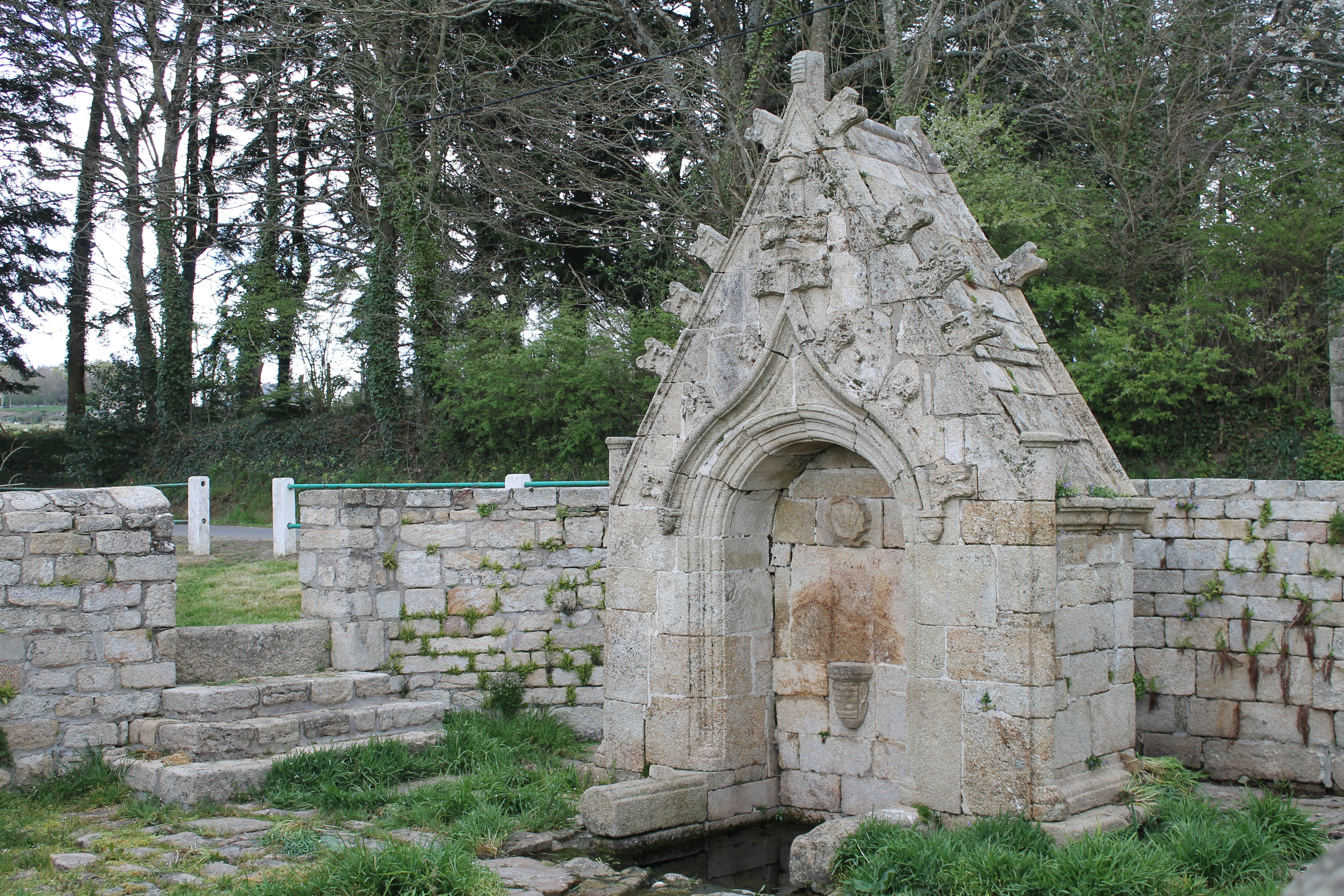
La fontaine de Saint-Bieuzy ; elle était supposée avoir des vertus curatives contre la rage.
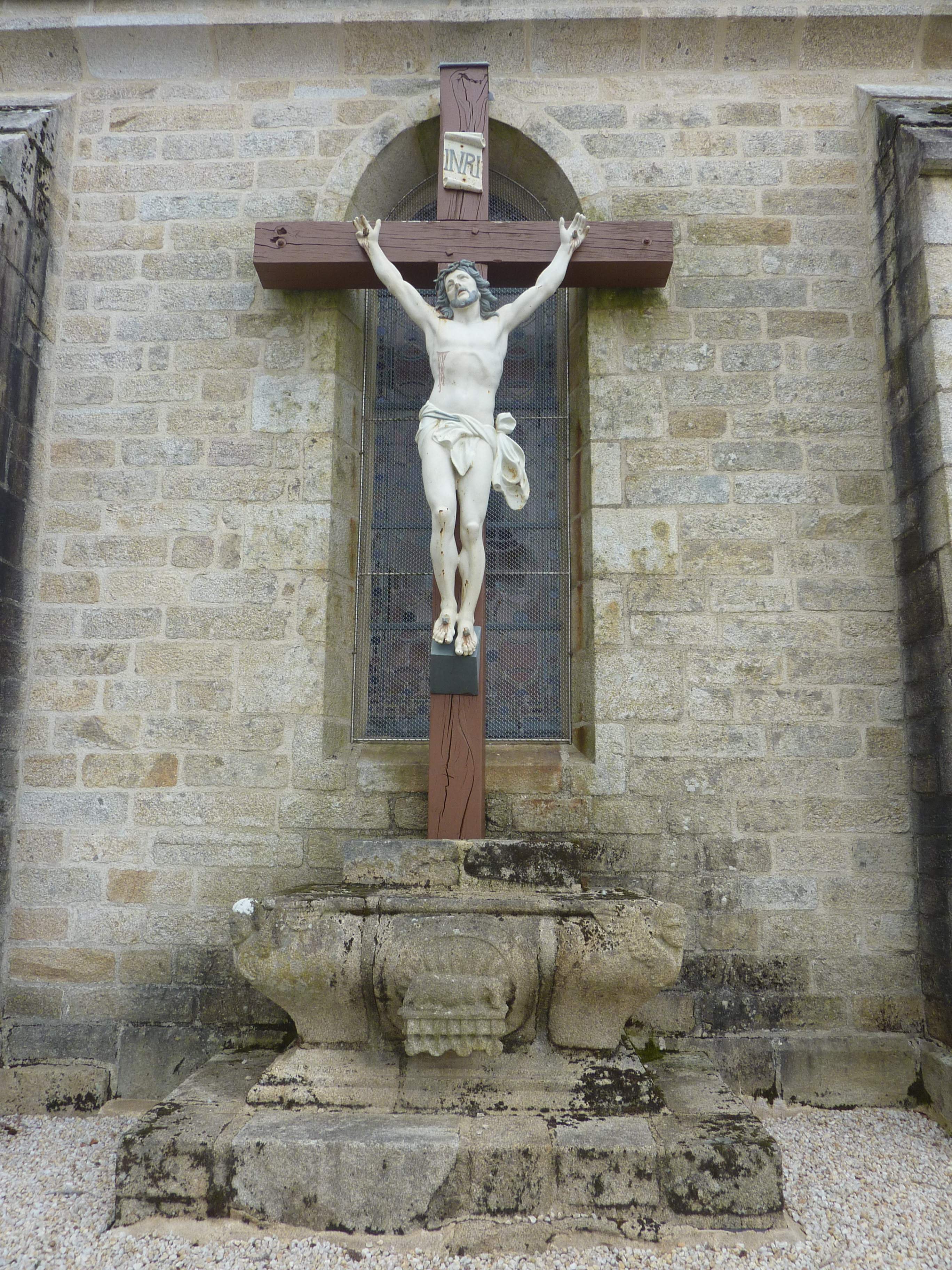
Le calvaire de Bieuzy.

#### Vestiges préhistoriques et antiques
- Dolmen de Kermabon
- La maison de Rohan tire son nom du breton Roc’han (« petit rocher »), nom du lieu sur le site de Castel-Noec (Castennec[43]) en Bieuzy (vingt kilomètres en aval de ce qui deviendra Pontivy), où le Blavet creuse difficilement son lit dans les micaschistes à biotites (roches indurées sous l'effet du thermométamorphisme en bordure du massif granitique de Pontivy)[44], formant un méandre profond entre des rives escarpées. Les cycles d'érosion successifs dans cette roche dure ont ainsi isolé un pédoncule de méandre fluvial en un éperon escarpé de 900 m de long, dont la partie médiane, très étroite (dénivelé de 45 m, largeur inférieure à 10 m), sépare l'entrée de l'éperon (Castennec), au nord, de la boucle du Blavet, au sud (la Couarde)[45]. À l'origine sur cet éperon existe une forteresse protohistorique puis le camp romain de Sulim (le nom Sulim sur la carte de Peutinger est une forme dérivée de Sulis, apparenté au nom gaulois du soleil). Cet éperon barré forme une frontière importante sur la voie romaine d'Angers à Brest, et plus précisément sur l'itinéraire Vannes-Carhaix, comme l'atteste le milliaire épigraphe de Castennec[46] daté des années 251-253[47]. Un ancien rempart datant de la période romaine, situé à 50 m au nord de la chapelle de La Trinité et 100 m au nord du belvédère de Castennec, est encore visible sur le cadastre[48]. Alain, vicomte de CastelNoec utilise peut-être ces murs pour construire entre 1120 et 1128 le château de Castel-Noec (deux fossés médiévaux retrouvés vers 1840 sont d'ailleurs encore reconnaissables sur le site), et prend dès lors le nom de Rohan, devenant Alain Ier de Rohan[49]. À l'est, sur la rive gauche (au niveau du village de Saint-Nicolas-des-Eaux), un gué protohistorique est remplacé par un pont qui est resté, jusqu'au haut Moyen Âge, le principal point de franchissement du fleuve. L'installation des moines de Saint-Sauveur de Redon, qui ont reçu le prieuré, entraîne la naissance du bourg de Bieuzy (1124-1125). Ce prieuré a souffert du départ d'Alain Ier pour Rohan en 1125 (le château de Castennec est totalement ruiné et abandonné en 1205), ce qui se traduit deux siècles plus tard par le déclin du réseau routier gallo-romain, et l'essor de Pontivy comme nouveau nœud routier[50].

#### Église et chapelles

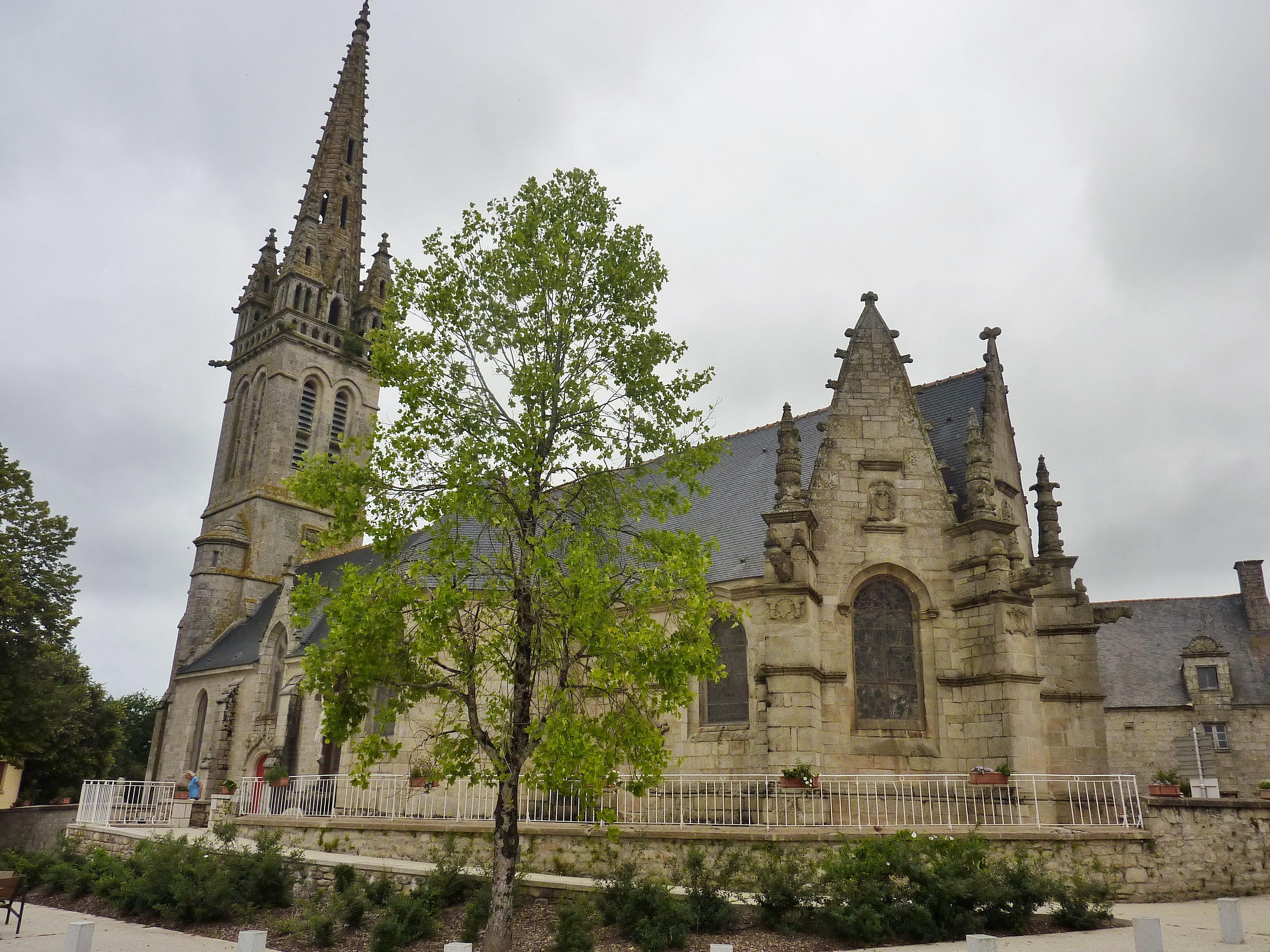
L'église paroissiale Notre-Dame : vue extérieure d'ensemble.

- L'église Notre-Dame, église paroissiale.
- La chapelle Saint-Gildas, ermitage fondé selon la légende en 538 par les anachorètes saint Gildas et son disciple saint Bieuzy sur les bords du Blavet, dans le premier méandre après la butte de Castennec.

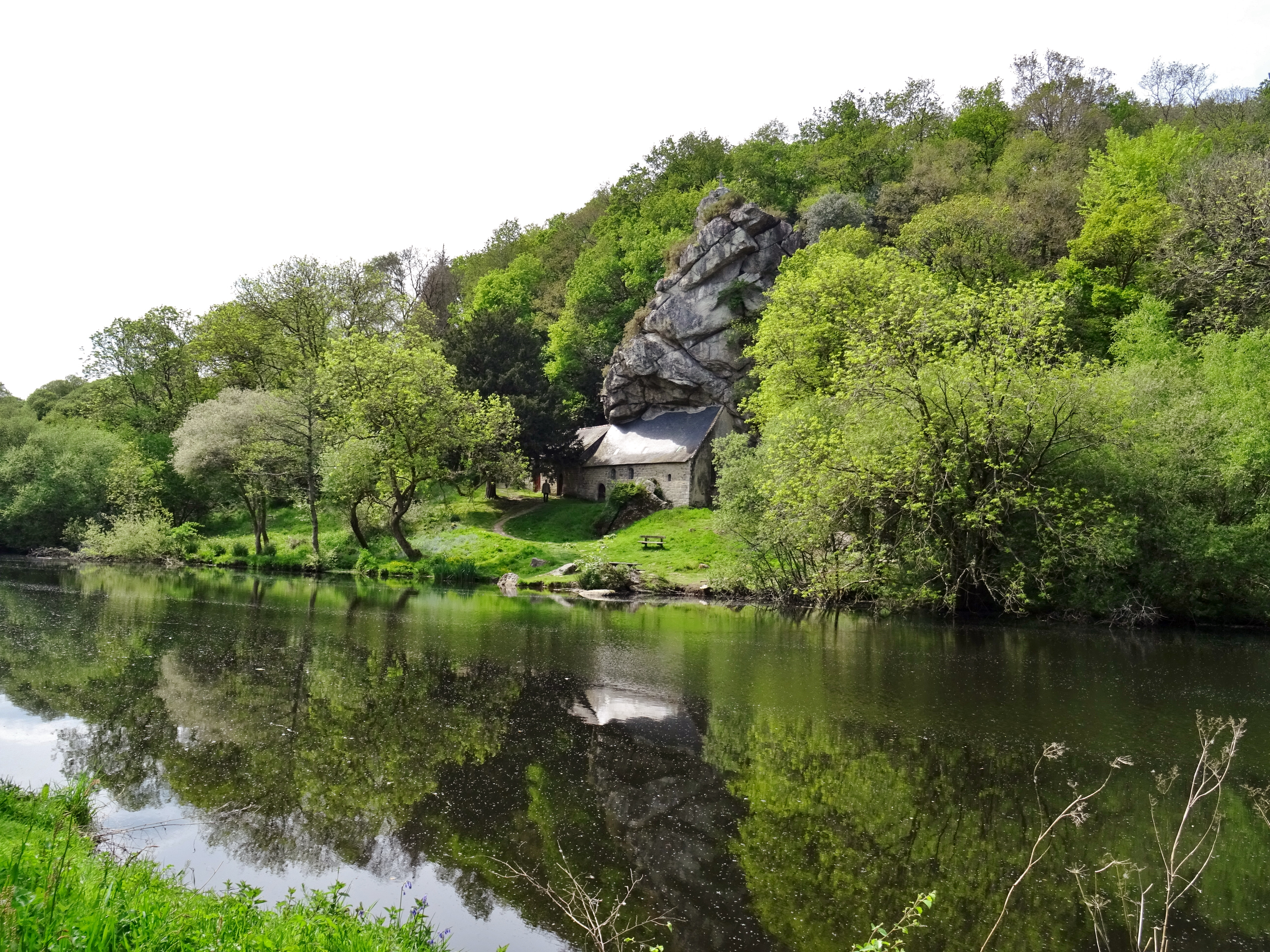
Bieuzy : la chapelle Saint-Gidas et son rocher sur la rive droite du Blavet vus depuis le chemin de halage de la rive gauche (en Pluméliau).
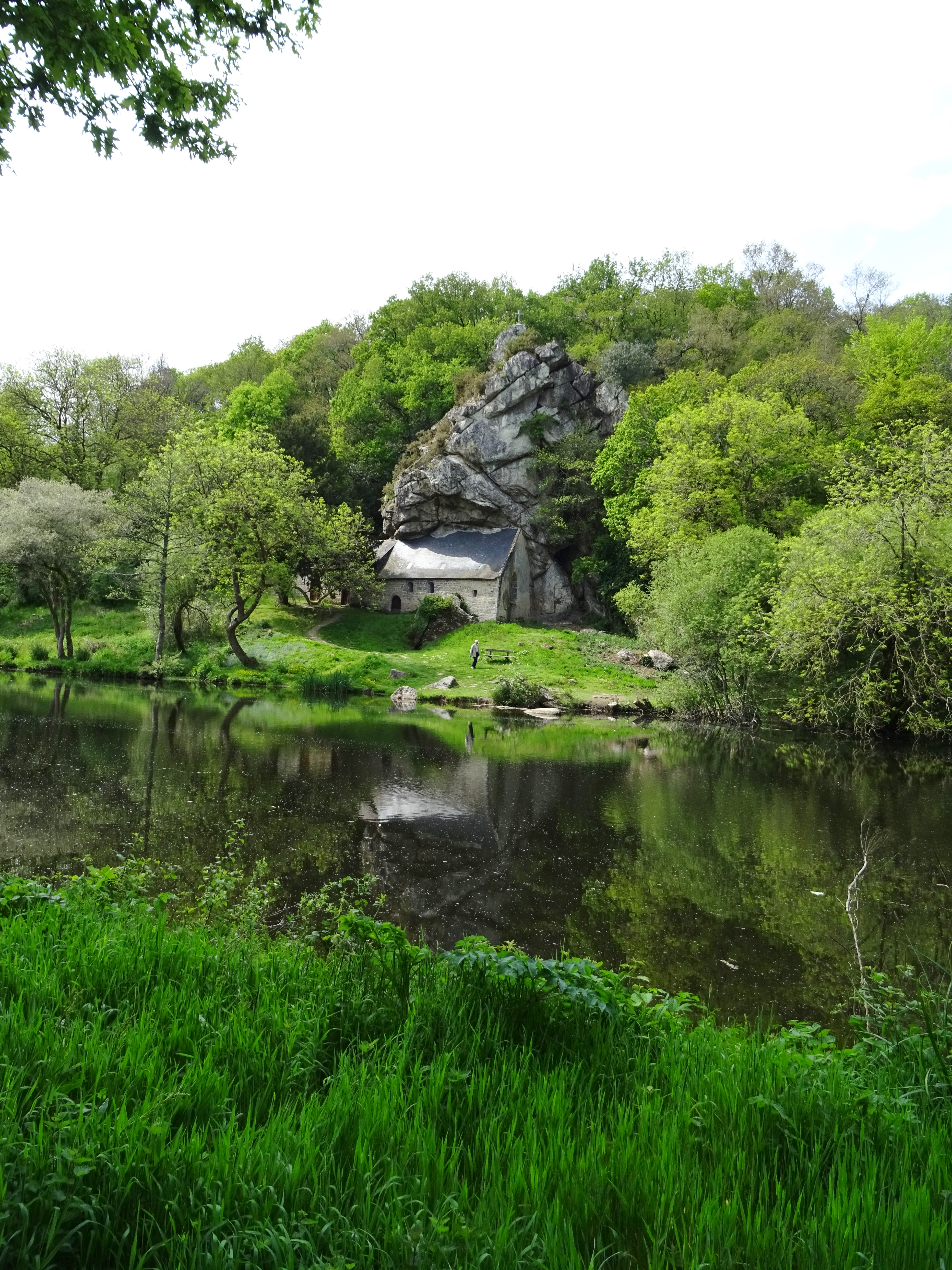
Bieuzy : la chapelle Saint-Gidas et son rocher sur la rive droite du Blavet vus depuis le chemin de halage de la rive gauche (en Pluméliau).

- La chapelle de la Trinité à Castennec.

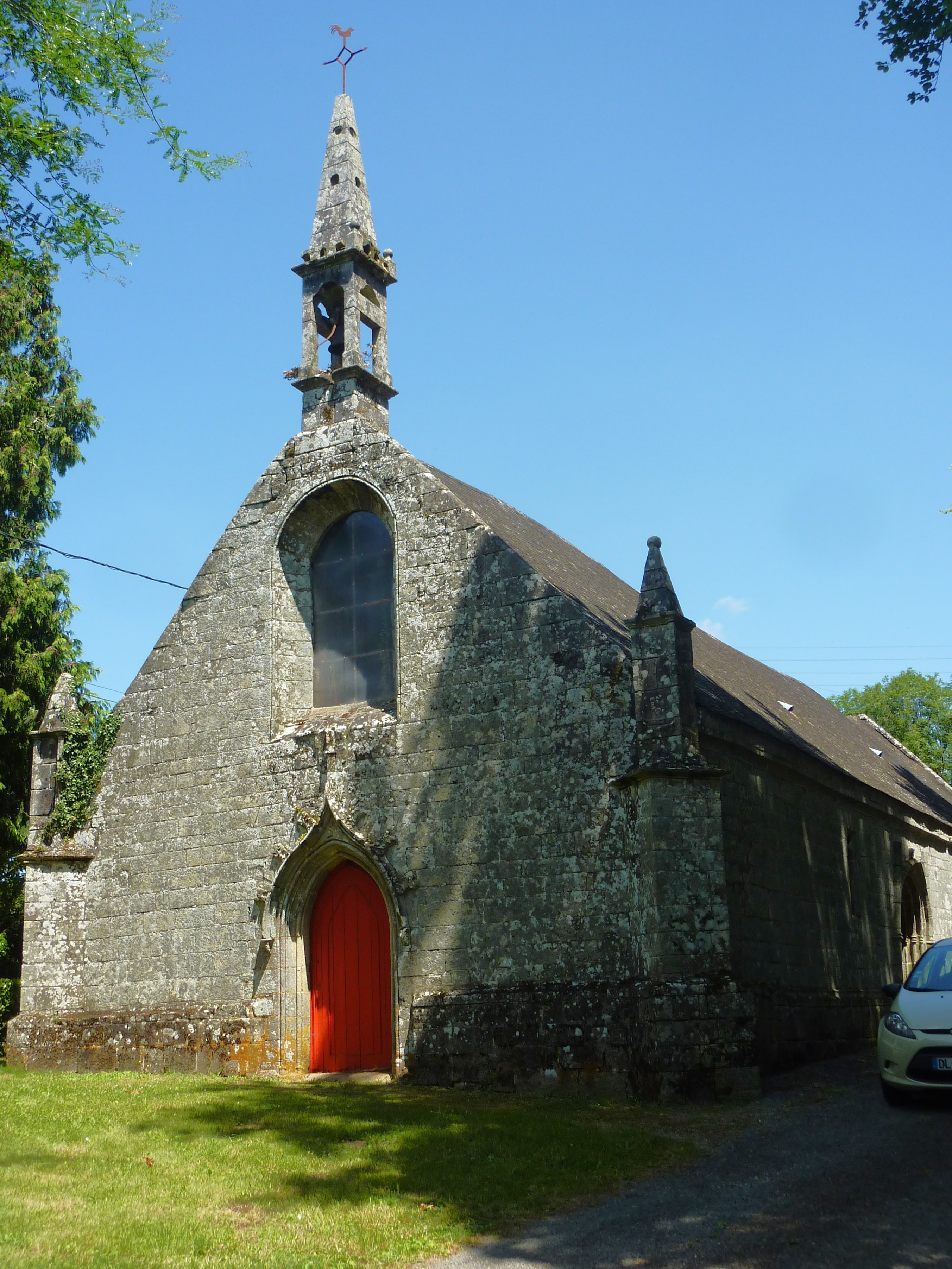
Chapelle de la Trinité : vue extérieure d'ensemble.
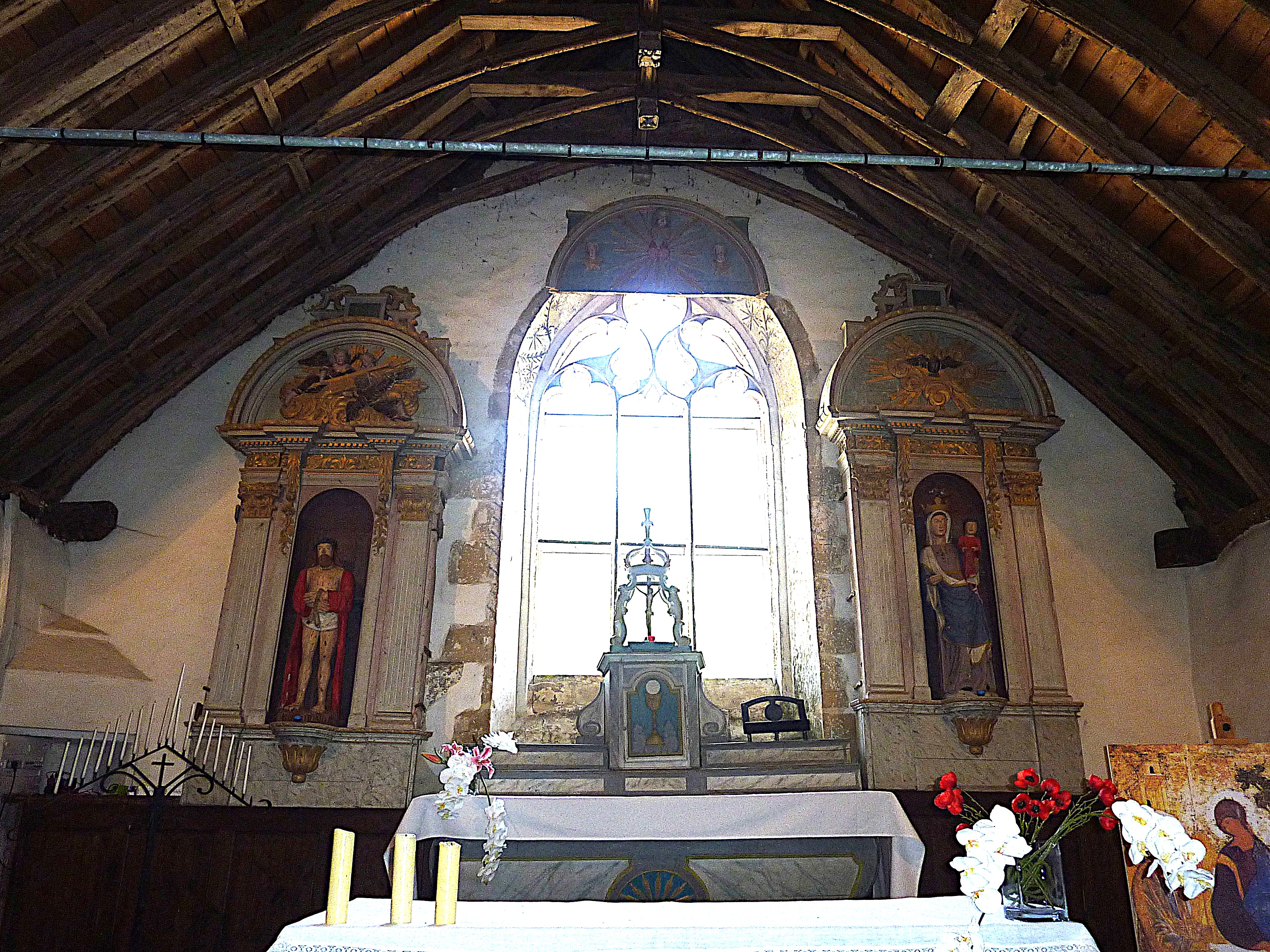
Chapelle de la Trinité :  le chœur.
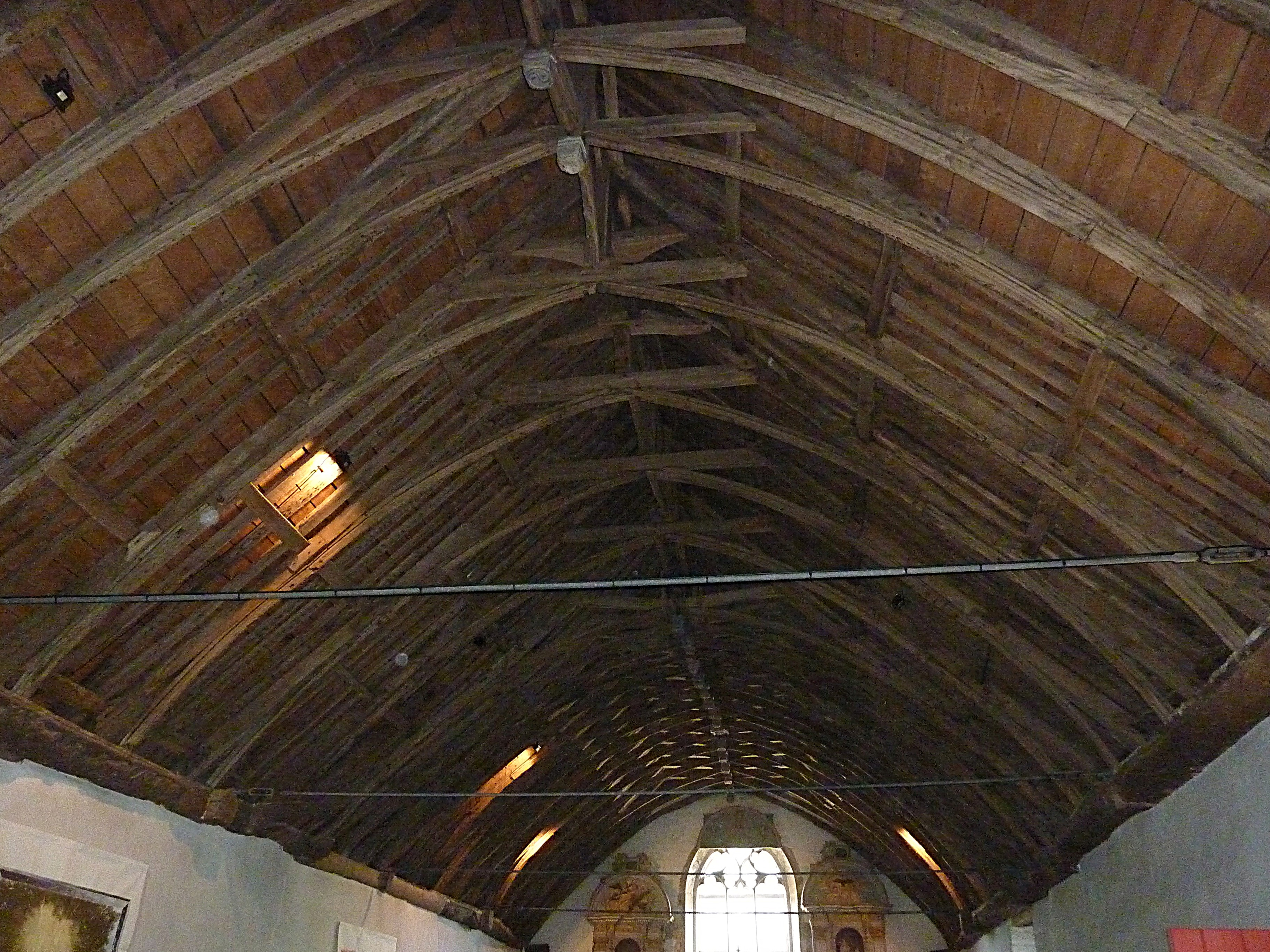
Chapelle de la Trinité : la charpente.
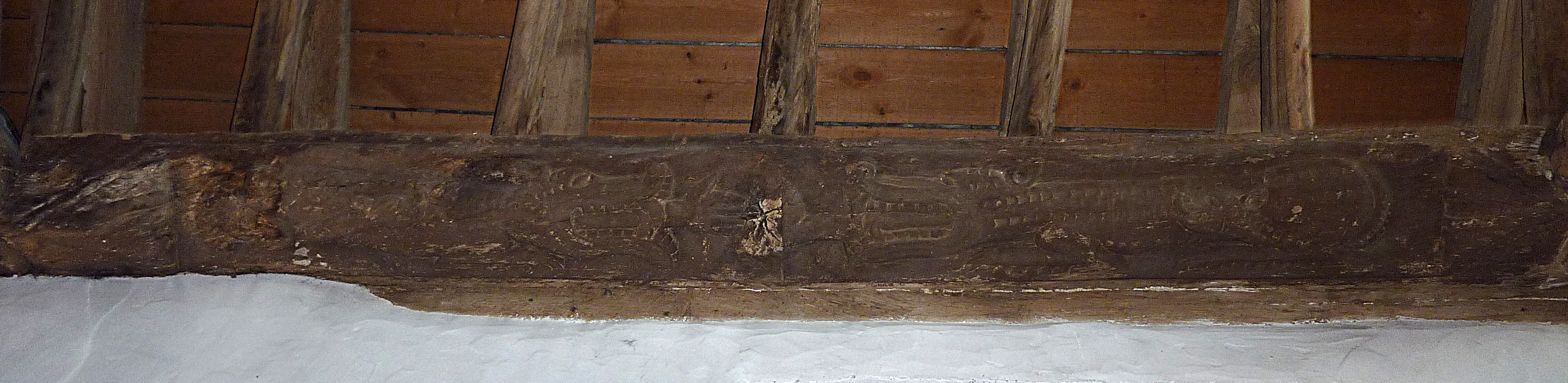
Chapelle de la Trinité : sablière.

- La chapelle Saint-Samson (XVIe siècle), dédiée à saint Samson.
- La chapelle de  Vraie-Croix[51] (XVIe siècle).

#### Fontaines de dévotion
- Fontaine de Saint-Bieuzy (XVIe siècle) : elle est déjà citée en 1125 dans le Cartulaire de Redon. En buvant son eau, les personnes et les animaux atteints de la rage, appelée "mal de saint Bieuzy", trouvaient guérison[15].

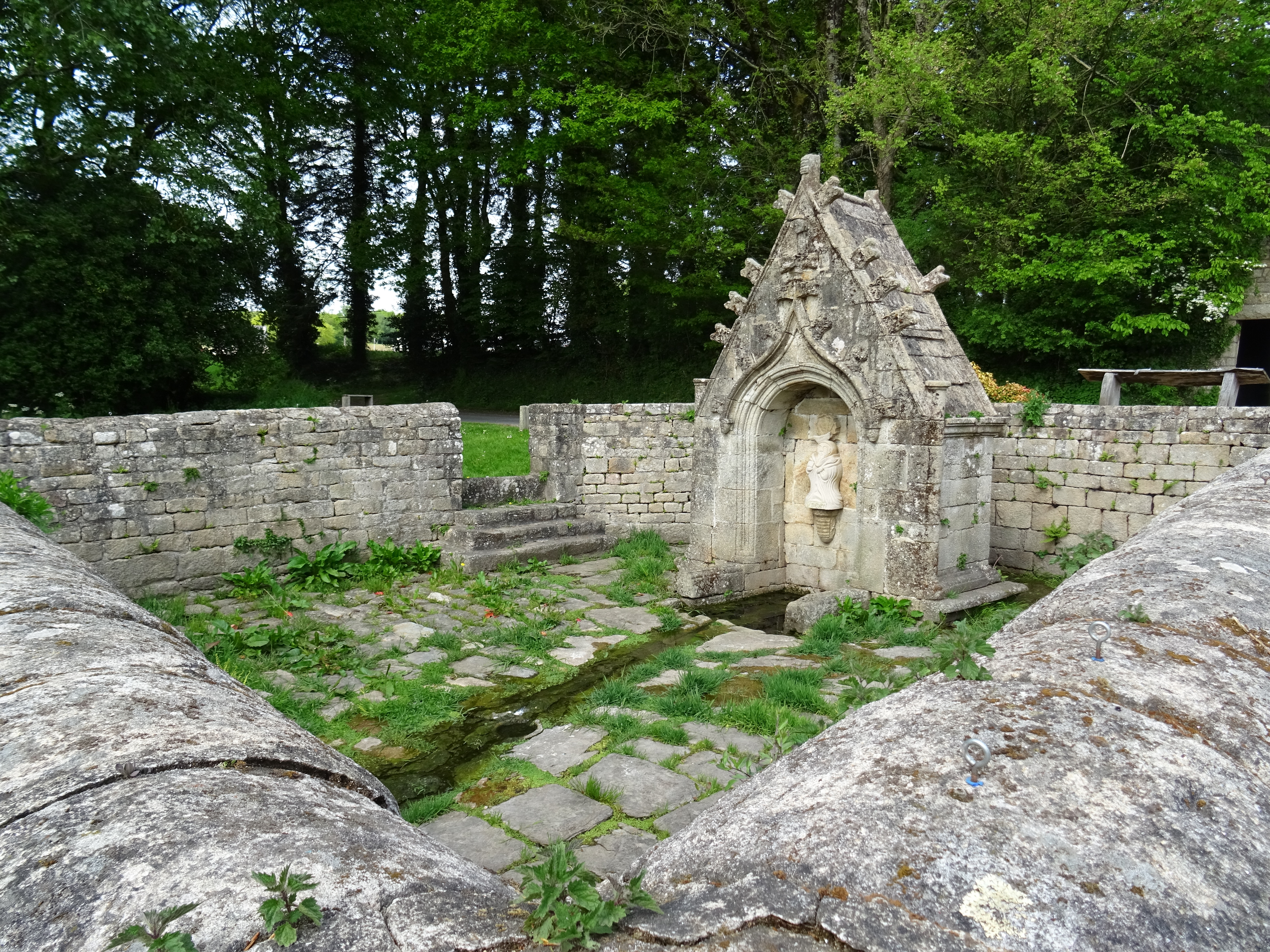
La fontaine de Saint-Bieuzy : vue d'ensemble.

#### Moulins  et fermes
- Moulin à farine de Rimaison.
- La vieille ferme de la place Ernest-Lemoine, dans le bourg de Bieuzy, construite en 1826 (déjà indiquée sur le cadastre de 1828)[52].

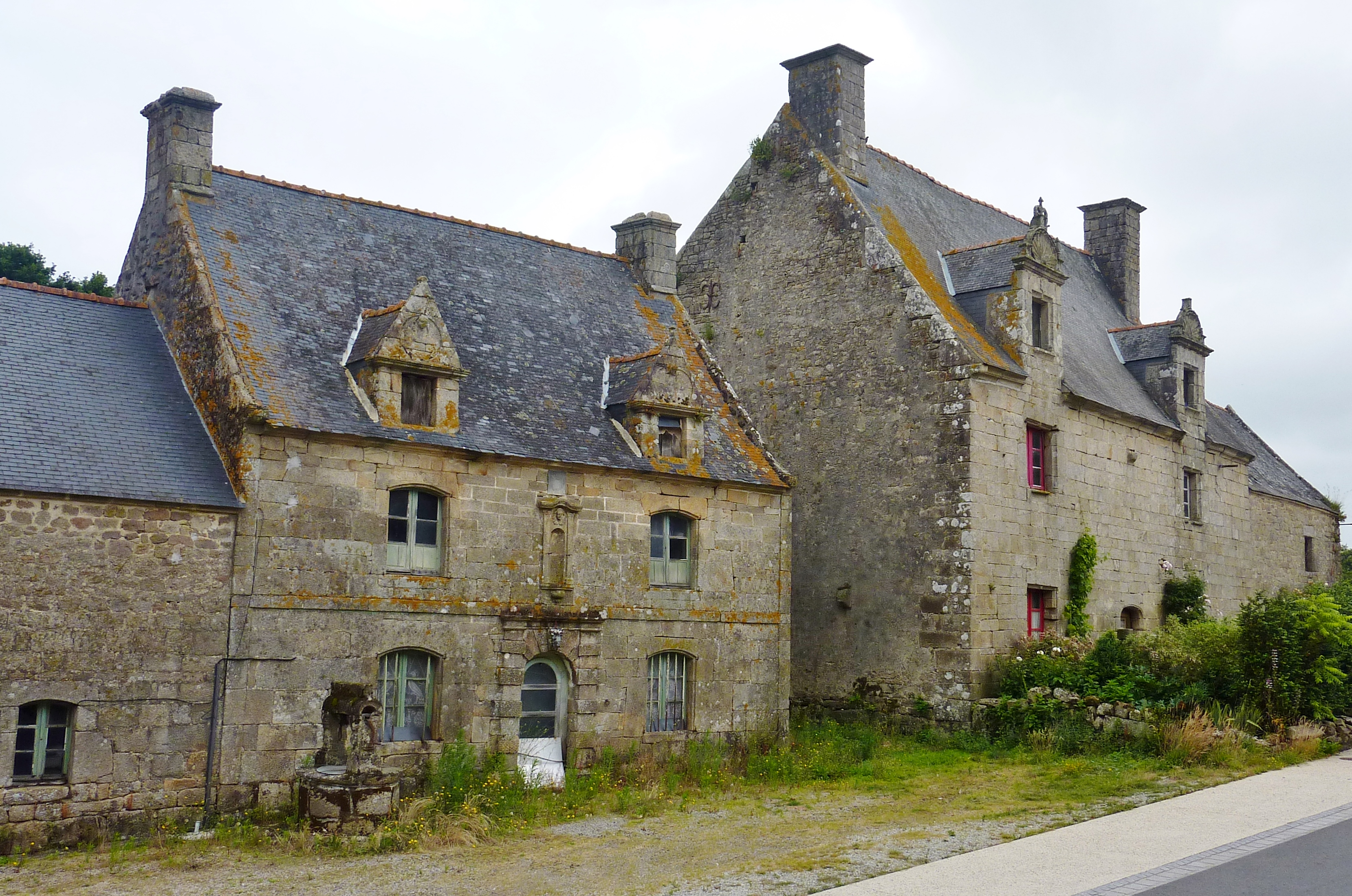
Bieuzy : vieille ferme construite en 1826 située dans le bourg.
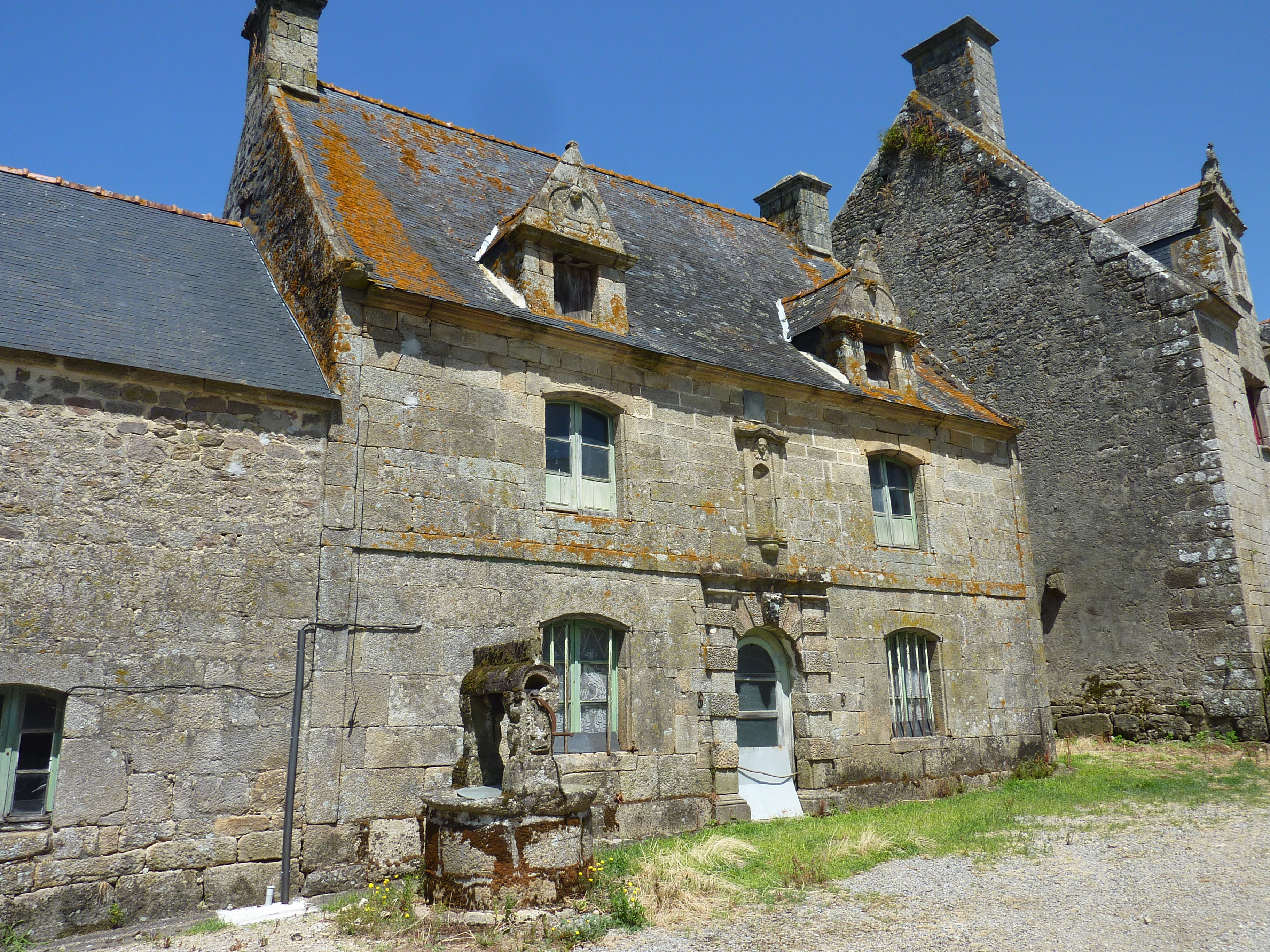
Bieuzy : vieille ferme construite en 1826 située dans le bourg.

#### Curiosités

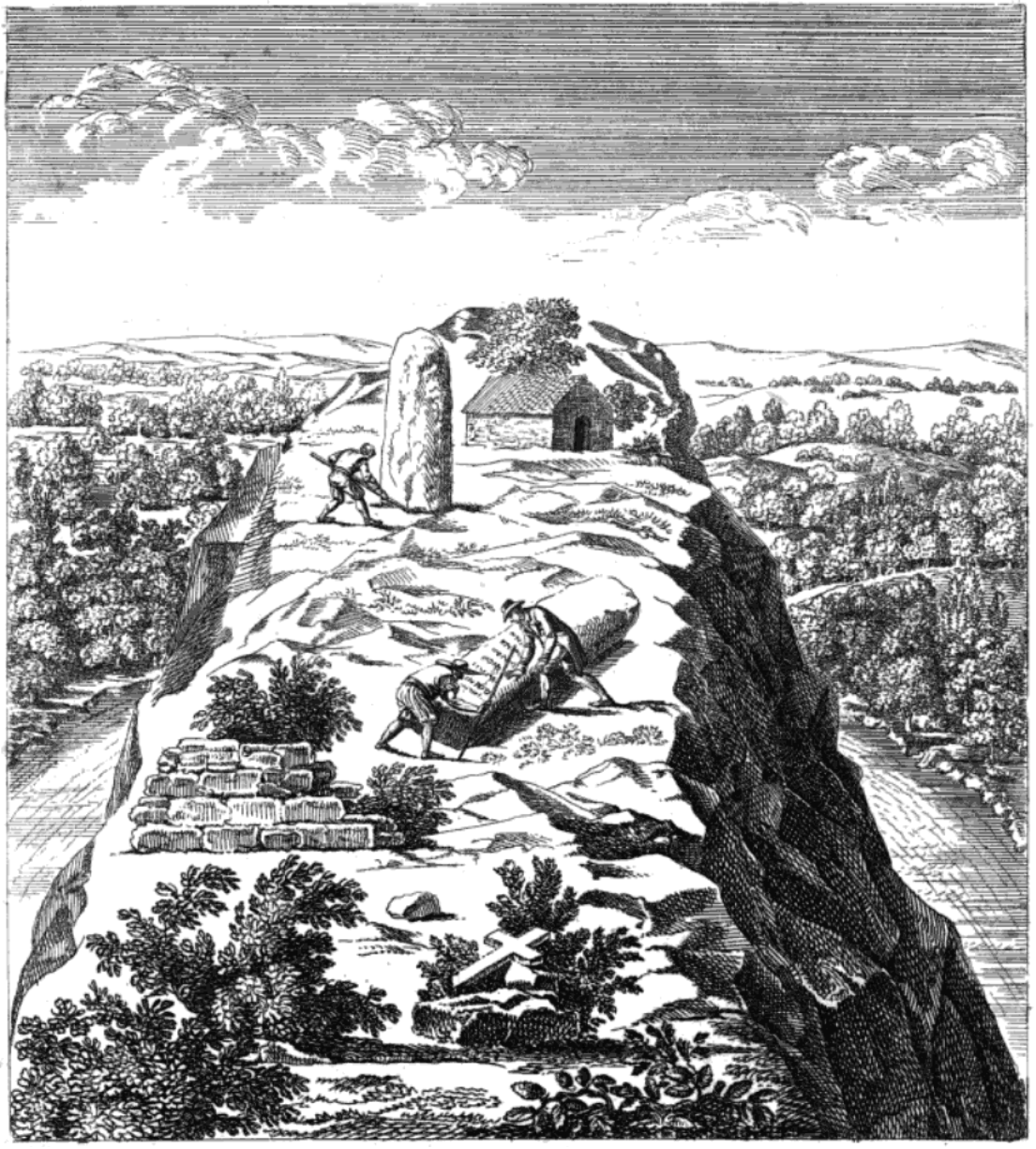
Gravure publiée en 1812 par Armand Maudet de Penhouet, présentant les bornes milliaires de Castennec, disparues depuis, et les ruines de la chapelle du prieuré de la Couarde.

- Ruines du château de Rimaison (XVIe siècle).
- Manoir de Kerven (les ruines étaient encore visibles en[1845).
- La stèle gauloise de Castennec.
- Pierre tombale médiévale XIIIe siècle, découverte en 1971.
- La "Pierre sonnante de saint Gildas" : c'est une pierre qui donne à la percussion un son imitant celui de l'airain. On dit que saint Gildas et saint Bieuzy s'en servaient pour appeler les fidèles à la prière.

#### Mémorial
- Ce mémorial, situé près du golf de Rimaison, rend hommage aux 14 maquisards et parachutistes français qui furent fusillés à l'endroit du mémorial, le 18 juillet 1944.

## Conte
- François Cadic : Le moine du Castennec (Contes et légendes de Bretagne, 1914). Ce conte narre notamment la destruction de la chapelle Notre-Dame-de-la-Rouille par des habitants de Saint-Nicolas en Pluméliau fâchés avec leur recteur.

## Personnalités liées à la commune
- Saint Bieuzy (du breton buhezeg, plein de vie) ou Bihy ou Bihuy ou Bihuit (VIe siècle), disciple de saint Gildas de Rhuys, ermite puis curé à Bieuzy, où il aurait été tué d'un coup d'épée lui fendant le crâne par un seigneur breton dont il refusa de soigner les chiens afin de pouvoir célébrer sa messe[53]. On l'invoque contre la rage et de nombreuses fontaines portent son nom. Il est fêté le 24 novembre.
- Le "père Bourlout", de son vrai nom Louis Le Bourlout[Note 22], aveugle de naissance, mendiant, horloger, conteur, décrit par l'abbé François Cadic et aussi par Charles Floquet[54]. Évoqué aussi par Donatien Laurent.